# Арон Нимцович
Арон Нимцович (на латвийски: Ārons Ņimcovičs) е датски шахматист, роден в Латвия. Влиятелен шахматен писател и изследовател на шахматна игра. Автор на собствени варианти в областта на дебютите.

## Биография
Нимцович е роден в Рига, Ливония, тогава част от Руската империя. Произхожда от богато немскоговорещо еврейско семейство. Баща му го запознава с правилата на шахматната игра. През 1904 г. младият Нимцович заминава за Берлин, за да учи философия, но скоро прекратява образованието си и става професионален шахматист. Създава шахматен дебют, наречен на негова име: 1. е4 Кс6 (диаграма 1). Тежките години настъпили по време на и след Първата световна война, принуждават Нимцович да се премести в Копенхаген. Това става през 1922 г., но други източници отбелязват, че това мигриране се осъществява още през 1920 г. Нимцович получава датско гражданство и остава да живее в Дания до смъртта му през 1935 г. Умира от пневмония, бива кремиран и погребан в Копенхаген.
|   | a | b | c | d | e | f | g | h |   |
| 8 | черен топ на бяло поле a8 · черен офицер на бяло поле c8 · черна дама на черно поле d8 · черен цар на бяло поле e8 · черен офицер на черно поле f8 · черен кон на бяло поле g8 · черен топ на черно поле h8 · черна пешка на черно поле a7 · черна пешка на бяло поле b7 · черна пешка на черно поле c7 · черна пешка на бяло поле d7 · черна пешка на черно поле e7 · черна пешка на бяло поле f7 · черна пешка на черно поле g7 · черна пешка на бяло поле h7 · черен кон на бяло поле c6 · бяла пешка на бяло поле e4 · бяла пешка на бяло поле a2 · бяла пешка на черно поле b2 · бяла пешка на бяло поле c2 · бяла пешка на черно поле d2 · бяла пешка на черно поле f2 · бяла пешка на бяло поле g2 · бяла пешка на черно поле h2 · бял топ на черно поле a1 · бял кон на бяло поле b1 · бял офицер на черно поле c1 · бяла дама на бяло поле d1 · бял цар на черно поле e1 · бял офицер на бяло поле f1 · бял кон на черно поле g1 · бял топ на бяло поле h1 | черен топ на бяло поле a8 · черен офицер на бяло поле c8 · черна дама на черно поле d8 · черен цар на бяло поле e8 · черен офицер на черно поле f8 · черен кон на бяло поле g8 · черен топ на черно поле h8 · черна пешка на черно поле a7 · черна пешка на бяло поле b7 · черна пешка на черно поле c7 · черна пешка на бяло поле d7 · черна пешка на черно поле e7 · черна пешка на бяло поле f7 · черна пешка на черно поле g7 · черна пешка на бяло поле h7 · черен кон на бяло поле c6 · бяла пешка на бяло поле e4 · бяла пешка на бяло поле a2 · бяла пешка на черно поле b2 · бяла пешка на бяло поле c2 · бяла пешка на черно поле d2 · бяла пешка на черно поле f2 · бяла пешка на бяло поле g2 · бяла пешка на черно поле h2 · бял топ на черно поле a1 · бял кон на бяло поле b1 · бял офицер на черно поле c1 · бяла дама на бяло поле d1 · бял цар на черно поле e1 · бял офицер на бяло поле f1 · бял кон на черно поле g1 · бял топ на бяло поле h1 | черен топ на бяло поле a8 · черен офицер на бяло поле c8 · черна дама на черно поле d8 · черен цар на бяло поле e8 · черен офицер на черно поле f8 · черен кон на бяло поле g8 · черен топ на черно поле h8 · черна пешка на черно поле a7 · черна пешка на бяло поле b7 · черна пешка на черно поле c7 · черна пешка на бяло поле d7 · черна пешка на черно поле e7 · черна пешка на бяло поле f7 · черна пешка на черно поле g7 · черна пешка на бяло поле h7 · черен кон на бяло поле c6 · бяла пешка на бяло поле e4 · бяла пешка на бяло поле a2 · бяла пешка на черно поле b2 · бяла пешка на бяло поле c2 · бяла пешка на черно поле d2 · бяла пешка на черно поле f2 · бяла пешка на бяло поле g2 · бяла пешка на черно поле h2 · бял топ на черно поле a1 · бял кон на бяло поле b1 · бял офицер на черно поле c1 · бяла дама на бяло поле d1 · бял цар на черно поле e1 · бял офицер на бяло поле f1 · бял кон на черно поле g1 · бял топ на бяло поле h1 | черен топ на бяло поле a8 · черен офицер на бяло поле c8 · черна дама на черно поле d8 · черен цар на бяло поле e8 · черен офицер на черно поле f8 · черен кон на бяло поле g8 · черен топ на черно поле h8 · черна пешка на черно поле a7 · черна пешка на бяло поле b7 · черна пешка на черно поле c7 · черна пешка на бяло поле d7 · черна пешка на черно поле e7 · черна пешка на бяло поле f7 · черна пешка на черно поле g7 · черна пешка на бяло поле h7 · черен кон на бяло поле c6 · бяла пешка на бяло поле e4 · бяла пешка на бяло поле a2 · бяла пешка на черно поле b2 · бяла пешка на бяло поле c2 · бяла пешка на черно поле d2 · бяла пешка на черно поле f2 · бяла пешка на бяло поле g2 · бяла пешка на черно поле h2 · бял топ на черно поле a1 · бял кон на бяло поле b1 · бял офицер на черно поле c1 · бяла дама на бяло поле d1 · бял цар на черно поле e1 · бял офицер на бяло поле f1 · бял кон на черно поле g1 · бял топ на бяло поле h1 | черен топ на бяло поле a8 · черен офицер на бяло поле c8 · черна дама на черно поле d8 · черен цар на бяло поле e8 · черен офицер на черно поле f8 · черен кон на бяло поле g8 · черен топ на черно поле h8 · черна пешка на черно поле a7 · черна пешка на бяло поле b7 · черна пешка на черно поле c7 · черна пешка на бяло поле d7 · черна пешка на черно поле e7 · черна пешка на бяло поле f7 · черна пешка на черно поле g7 · черна пешка на бяло поле h7 · черен кон на бяло поле c6 · бяла пешка на бяло поле e4 · бяла пешка на бяло поле a2 · бяла пешка на черно поле b2 · бяла пешка на бяло поле c2 · бяла пешка на черно поле d2 · бяла пешка на черно поле f2 · бяла пешка на бяло поле g2 · бяла пешка на черно поле h2 · бял топ на черно поле a1 · бял кон на бяло поле b1 · бял офицер на черно поле c1 · бяла дама на бяло поле d1 · бял цар на черно поле e1 · бял офицер на бяло поле f1 · бял кон на черно поле g1 · бял топ на бяло поле h1 | черен топ на бяло поле a8 · черен офицер на бяло поле c8 · черна дама на черно поле d8 · черен цар на бяло поле e8 · черен офицер на черно поле f8 · черен кон на бяло поле g8 · черен топ на черно поле h8 · черна пешка на черно поле a7 · черна пешка на бяло поле b7 · черна пешка на черно поле c7 · черна пешка на бяло поле d7 · черна пешка на черно поле e7 · черна пешка на бяло поле f7 · черна пешка на черно поле g7 · черна пешка на бяло поле h7 · черен кон на бяло поле c6 · бяла пешка на бяло поле e4 · бяла пешка на бяло поле a2 · бяла пешка на черно поле b2 · бяла пешка на бяло поле c2 · бяла пешка на черно поле d2 · бяла пешка на черно поле f2 · бяла пешка на бяло поле g2 · бяла пешка на черно поле h2 · бял топ на черно поле a1 · бял кон на бяло поле b1 · бял офицер на черно поле c1 · бяла дама на бяло поле d1 · бял цар на черно поле e1 · бял офицер на бяло поле f1 · бял кон на черно поле g1 · бял топ на бяло поле h1 | черен топ на бяло поле a8 · черен офицер на бяло поле c8 · черна дама на черно поле d8 · черен цар на бяло поле e8 · черен офицер на черно поле f8 · черен кон на бяло поле g8 · черен топ на черно поле h8 · черна пешка на черно поле a7 · черна пешка на бяло поле b7 · черна пешка на черно поле c7 · черна пешка на бяло поле d7 · черна пешка на черно поле e7 · черна пешка на бяло поле f7 · черна пешка на черно поле g7 · черна пешка на бяло поле h7 · черен кон на бяло поле c6 · бяла пешка на бяло поле e4 · бяла пешка на бяло поле a2 · бяла пешка на черно поле b2 · бяла пешка на бяло поле c2 · бяла пешка на черно поле d2 · бяла пешка на черно поле f2 · бяла пешка на бяло поле g2 · бяла пешка на черно поле h2 · бял топ на черно поле a1 · бял кон на бяло поле b1 · бял офицер на черно поле c1 · бяла дама на бяло поле d1 · бял цар на черно поле e1 · бял офицер на бяло поле f1 · бял кон на черно поле g1 · бял топ на бяло поле h1 | черен топ на бяло поле a8 · черен офицер на бяло поле c8 · черна дама на черно поле d8 · черен цар на бяло поле e8 · черен офицер на черно поле f8 · черен кон на бяло поле g8 · черен топ на черно поле h8 · черна пешка на черно поле a7 · черна пешка на бяло поле b7 · черна пешка на черно поле c7 · черна пешка на бяло поле d7 · черна пешка на черно поле e7 · черна пешка на бяло поле f7 · черна пешка на черно поле g7 · черна пешка на бяло поле h7 · черен кон на бяло поле c6 · бяла пешка на бяло поле e4 · бяла пешка на бяло поле a2 · бяла пешка на черно поле b2 · бяла пешка на бяло поле c2 · бяла пешка на черно поле d2 · бяла пешка на черно поле f2 · бяла пешка на бяло поле g2 · бяла пешка на черно поле h2 · бял топ на черно поле a1 · бял кон на бяло поле b1 · бял офицер на черно поле c1 · бяла дама на бяло поле d1 · бял цар на черно поле e1 · бял офицер на бяло поле f1 · бял кон на черно поле g1 · бял топ на бяло поле h1 | 8 |
| 7 | черен топ на бяло поле a8 · черен офицер на бяло поле c8 · черна дама на черно поле d8 · черен цар на бяло поле e8 · черен офицер на черно поле f8 · черен кон на бяло поле g8 · черен топ на черно поле h8 · черна пешка на черно поле a7 · черна пешка на бяло поле b7 · черна пешка на черно поле c7 · черна пешка на бяло поле d7 · черна пешка на черно поле e7 · черна пешка на бяло поле f7 · черна пешка на черно поле g7 · черна пешка на бяло поле h7 · черен кон на бяло поле c6 · бяла пешка на бяло поле e4 · бяла пешка на бяло поле a2 · бяла пешка на черно поле b2 · бяла пешка на бяло поле c2 · бяла пешка на черно поле d2 · бяла пешка на черно поле f2 · бяла пешка на бяло поле g2 · бяла пешка на черно поле h2 · бял топ на черно поле a1 · бял кон на бяло поле b1 · бял офицер на черно поле c1 · бяла дама на бяло поле d1 · бял цар на черно поле e1 · бял офицер на бяло поле f1 · бял кон на черно поле g1 · бял топ на бяло поле h1 | черен топ на бяло поле a8 · черен офицер на бяло поле c8 · черна дама на черно поле d8 · черен цар на бяло поле e8 · черен офицер на черно поле f8 · черен кон на бяло поле g8 · черен топ на черно поле h8 · черна пешка на черно поле a7 · черна пешка на бяло поле b7 · черна пешка на черно поле c7 · черна пешка на бяло поле d7 · черна пешка на черно поле e7 · черна пешка на бяло поле f7 · черна пешка на черно поле g7 · черна пешка на бяло поле h7 · черен кон на бяло поле c6 · бяла пешка на бяло поле e4 · бяла пешка на бяло поле a2 · бяла пешка на черно поле b2 · бяла пешка на бяло поле c2 · бяла пешка на черно поле d2 · бяла пешка на черно поле f2 · бяла пешка на бяло поле g2 · бяла пешка на черно поле h2 · бял топ на черно поле a1 · бял кон на бяло поле b1 · бял офицер на черно поле c1 · бяла дама на бяло поле d1 · бял цар на черно поле e1 · бял офицер на бяло поле f1 · бял кон на черно поле g1 · бял топ на бяло поле h1 | черен топ на бяло поле a8 · черен офицер на бяло поле c8 · черна дама на черно поле d8 · черен цар на бяло поле e8 · черен офицер на черно поле f8 · черен кон на бяло поле g8 · черен топ на черно поле h8 · черна пешка на черно поле a7 · черна пешка на бяло поле b7 · черна пешка на черно поле c7 · черна пешка на бяло поле d7 · черна пешка на черно поле e7 · черна пешка на бяло поле f7 · черна пешка на черно поле g7 · черна пешка на бяло поле h7 · черен кон на бяло поле c6 · бяла пешка на бяло поле e4 · бяла пешка на бяло поле a2 · бяла пешка на черно поле b2 · бяла пешка на бяло поле c2 · бяла пешка на черно поле d2 · бяла пешка на черно поле f2 · бяла пешка на бяло поле g2 · бяла пешка на черно поле h2 · бял топ на черно поле a1 · бял кон на бяло поле b1 · бял офицер на черно поле c1 · бяла дама на бяло поле d1 · бял цар на черно поле e1 · бял офицер на бяло поле f1 · бял кон на черно поле g1 · бял топ на бяло поле h1 | черен топ на бяло поле a8 · черен офицер на бяло поле c8 · черна дама на черно поле d8 · черен цар на бяло поле e8 · черен офицер на черно поле f8 · черен кон на бяло поле g8 · черен топ на черно поле h8 · черна пешка на черно поле a7 · черна пешка на бяло поле b7 · черна пешка на черно поле c7 · черна пешка на бяло поле d7 · черна пешка на черно поле e7 · черна пешка на бяло поле f7 · черна пешка на черно поле g7 · черна пешка на бяло поле h7 · черен кон на бяло поле c6 · бяла пешка на бяло поле e4 · бяла пешка на бяло поле a2 · бяла пешка на черно поле b2 · бяла пешка на бяло поле c2 · бяла пешка на черно поле d2 · бяла пешка на черно поле f2 · бяла пешка на бяло поле g2 · бяла пешка на черно поле h2 · бял топ на черно поле a1 · бял кон на бяло поле b1 · бял офицер на черно поле c1 · бяла дама на бяло поле d1 · бял цар на черно поле e1 · бял офицер на бяло поле f1 · бял кон на черно поле g1 · бял топ на бяло поле h1 | черен топ на бяло поле a8 · черен офицер на бяло поле c8 · черна дама на черно поле d8 · черен цар на бяло поле e8 · черен офицер на черно поле f8 · черен кон на бяло поле g8 · черен топ на черно поле h8 · черна пешка на черно поле a7 · черна пешка на бяло поле b7 · черна пешка на черно поле c7 · черна пешка на бяло поле d7 · черна пешка на черно поле e7 · черна пешка на бяло поле f7 · черна пешка на черно поле g7 · черна пешка на бяло поле h7 · черен кон на бяло поле c6 · бяла пешка на бяло поле e4 · бяла пешка на бяло поле a2 · бяла пешка на черно поле b2 · бяла пешка на бяло поле c2 · бяла пешка на черно поле d2 · бяла пешка на черно поле f2 · бяла пешка на бяло поле g2 · бяла пешка на черно поле h2 · бял топ на черно поле a1 · бял кон на бяло поле b1 · бял офицер на черно поле c1 · бяла дама на бяло поле d1 · бял цар на черно поле e1 · бял офицер на бяло поле f1 · бял кон на черно поле g1 · бял топ на бяло поле h1 | черен топ на бяло поле a8 · черен офицер на бяло поле c8 · черна дама на черно поле d8 · черен цар на бяло поле e8 · черен офицер на черно поле f8 · черен кон на бяло поле g8 · черен топ на черно поле h8 · черна пешка на черно поле a7 · черна пешка на бяло поле b7 · черна пешка на черно поле c7 · черна пешка на бяло поле d7 · черна пешка на черно поле e7 · черна пешка на бяло поле f7 · черна пешка на черно поле g7 · черна пешка на бяло поле h7 · черен кон на бяло поле c6 · бяла пешка на бяло поле e4 · бяла пешка на бяло поле a2 · бяла пешка на черно поле b2 · бяла пешка на бяло поле c2 · бяла пешка на черно поле d2 · бяла пешка на черно поле f2 · бяла пешка на бяло поле g2 · бяла пешка на черно поле h2 · бял топ на черно поле a1 · бял кон на бяло поле b1 · бял офицер на черно поле c1 · бяла дама на бяло поле d1 · бял цар на черно поле e1 · бял офицер на бяло поле f1 · бял кон на черно поле g1 · бял топ на бяло поле h1 | черен топ на бяло поле a8 · черен офицер на бяло поле c8 · черна дама на черно поле d8 · черен цар на бяло поле e8 · черен офицер на черно поле f8 · черен кон на бяло поле g8 · черен топ на черно поле h8 · черна пешка на черно поле a7 · черна пешка на бяло поле b7 · черна пешка на черно поле c7 · черна пешка на бяло поле d7 · черна пешка на черно поле e7 · черна пешка на бяло поле f7 · черна пешка на черно поле g7 · черна пешка на бяло поле h7 · черен кон на бяло поле c6 · бяла пешка на бяло поле e4 · бяла пешка на бяло поле a2 · бяла пешка на черно поле b2 · бяла пешка на бяло поле c2 · бяла пешка на черно поле d2 · бяла пешка на черно поле f2 · бяла пешка на бяло поле g2 · бяла пешка на черно поле h2 · бял топ на черно поле a1 · бял кон на бяло поле b1 · бял офицер на черно поле c1 · бяла дама на бяло поле d1 · бял цар на черно поле e1 · бял офицер на бяло поле f1 · бял кон на черно поле g1 · бял топ на бяло поле h1 | черен топ на бяло поле a8 · черен офицер на бяло поле c8 · черна дама на черно поле d8 · черен цар на бяло поле e8 · черен офицер на черно поле f8 · черен кон на бяло поле g8 · черен топ на черно поле h8 · черна пешка на черно поле a7 · черна пешка на бяло поле b7 · черна пешка на черно поле c7 · черна пешка на бяло поле d7 · черна пешка на черно поле e7 · черна пешка на бяло поле f7 · черна пешка на черно поле g7 · черна пешка на бяло поле h7 · черен кон на бяло поле c6 · бяла пешка на бяло поле e4 · бяла пешка на бяло поле a2 · бяла пешка на черно поле b2 · бяла пешка на бяло поле c2 · бяла пешка на черно поле d2 · бяла пешка на черно поле f2 · бяла пешка на бяло поле g2 · бяла пешка на черно поле h2 · бял топ на черно поле a1 · бял кон на бяло поле b1 · бял офицер на черно поле c1 · бяла дама на бяло поле d1 · бял цар на черно поле e1 · бял офицер на бяло поле f1 · бял кон на черно поле g1 · бял топ на бяло поле h1 | 7 |
| 6 | черен топ на бяло поле a8 · черен офицер на бяло поле c8 · черна дама на черно поле d8 · черен цар на бяло поле e8 · черен офицер на черно поле f8 · черен кон на бяло поле g8 · черен топ на черно поле h8 · черна пешка на черно поле a7 · черна пешка на бяло поле b7 · черна пешка на черно поле c7 · черна пешка на бяло поле d7 · черна пешка на черно поле e7 · черна пешка на бяло поле f7 · черна пешка на черно поле g7 · черна пешка на бяло поле h7 · черен кон на бяло поле c6 · бяла пешка на бяло поле e4 · бяла пешка на бяло поле a2 · бяла пешка на черно поле b2 · бяла пешка на бяло поле c2 · бяла пешка на черно поле d2 · бяла пешка на черно поле f2 · бяла пешка на бяло поле g2 · бяла пешка на черно поле h2 · бял топ на черно поле a1 · бял кон на бяло поле b1 · бял офицер на черно поле c1 · бяла дама на бяло поле d1 · бял цар на черно поле e1 · бял офицер на бяло поле f1 · бял кон на черно поле g1 · бял топ на бяло поле h1 | черен топ на бяло поле a8 · черен офицер на бяло поле c8 · черна дама на черно поле d8 · черен цар на бяло поле e8 · черен офицер на черно поле f8 · черен кон на бяло поле g8 · черен топ на черно поле h8 · черна пешка на черно поле a7 · черна пешка на бяло поле b7 · черна пешка на черно поле c7 · черна пешка на бяло поле d7 · черна пешка на черно поле e7 · черна пешка на бяло поле f7 · черна пешка на черно поле g7 · черна пешка на бяло поле h7 · черен кон на бяло поле c6 · бяла пешка на бяло поле e4 · бяла пешка на бяло поле a2 · бяла пешка на черно поле b2 · бяла пешка на бяло поле c2 · бяла пешка на черно поле d2 · бяла пешка на черно поле f2 · бяла пешка на бяло поле g2 · бяла пешка на черно поле h2 · бял топ на черно поле a1 · бял кон на бяло поле b1 · бял офицер на черно поле c1 · бяла дама на бяло поле d1 · бял цар на черно поле e1 · бял офицер на бяло поле f1 · бял кон на черно поле g1 · бял топ на бяло поле h1 | черен топ на бяло поле a8 · черен офицер на бяло поле c8 · черна дама на черно поле d8 · черен цар на бяло поле e8 · черен офицер на черно поле f8 · черен кон на бяло поле g8 · черен топ на черно поле h8 · черна пешка на черно поле a7 · черна пешка на бяло поле b7 · черна пешка на черно поле c7 · черна пешка на бяло поле d7 · черна пешка на черно поле e7 · черна пешка на бяло поле f7 · черна пешка на черно поле g7 · черна пешка на бяло поле h7 · черен кон на бяло поле c6 · бяла пешка на бяло поле e4 · бяла пешка на бяло поле a2 · бяла пешка на черно поле b2 · бяла пешка на бяло поле c2 · бяла пешка на черно поле d2 · бяла пешка на черно поле f2 · бяла пешка на бяло поле g2 · бяла пешка на черно поле h2 · бял топ на черно поле a1 · бял кон на бяло поле b1 · бял офицер на черно поле c1 · бяла дама на бяло поле d1 · бял цар на черно поле e1 · бял офицер на бяло поле f1 · бял кон на черно поле g1 · бял топ на бяло поле h1 | черен топ на бяло поле a8 · черен офицер на бяло поле c8 · черна дама на черно поле d8 · черен цар на бяло поле e8 · черен офицер на черно поле f8 · черен кон на бяло поле g8 · черен топ на черно поле h8 · черна пешка на черно поле a7 · черна пешка на бяло поле b7 · черна пешка на черно поле c7 · черна пешка на бяло поле d7 · черна пешка на черно поле e7 · черна пешка на бяло поле f7 · черна пешка на черно поле g7 · черна пешка на бяло поле h7 · черен кон на бяло поле c6 · бяла пешка на бяло поле e4 · бяла пешка на бяло поле a2 · бяла пешка на черно поле b2 · бяла пешка на бяло поле c2 · бяла пешка на черно поле d2 · бяла пешка на черно поле f2 · бяла пешка на бяло поле g2 · бяла пешка на черно поле h2 · бял топ на черно поле a1 · бял кон на бяло поле b1 · бял офицер на черно поле c1 · бяла дама на бяло поле d1 · бял цар на черно поле e1 · бял офицер на бяло поле f1 · бял кон на черно поле g1 · бял топ на бяло поле h1 | черен топ на бяло поле a8 · черен офицер на бяло поле c8 · черна дама на черно поле d8 · черен цар на бяло поле e8 · черен офицер на черно поле f8 · черен кон на бяло поле g8 · черен топ на черно поле h8 · черна пешка на черно поле a7 · черна пешка на бяло поле b7 · черна пешка на черно поле c7 · черна пешка на бяло поле d7 · черна пешка на черно поле e7 · черна пешка на бяло поле f7 · черна пешка на черно поле g7 · черна пешка на бяло поле h7 · черен кон на бяло поле c6 · бяла пешка на бяло поле e4 · бяла пешка на бяло поле a2 · бяла пешка на черно поле b2 · бяла пешка на бяло поле c2 · бяла пешка на черно поле d2 · бяла пешка на черно поле f2 · бяла пешка на бяло поле g2 · бяла пешка на черно поле h2 · бял топ на черно поле a1 · бял кон на бяло поле b1 · бял офицер на черно поле c1 · бяла дама на бяло поле d1 · бял цар на черно поле e1 · бял офицер на бяло поле f1 · бял кон на черно поле g1 · бял топ на бяло поле h1 | черен топ на бяло поле a8 · черен офицер на бяло поле c8 · черна дама на черно поле d8 · черен цар на бяло поле e8 · черен офицер на черно поле f8 · черен кон на бяло поле g8 · черен топ на черно поле h8 · черна пешка на черно поле a7 · черна пешка на бяло поле b7 · черна пешка на черно поле c7 · черна пешка на бяло поле d7 · черна пешка на черно поле e7 · черна пешка на бяло поле f7 · черна пешка на черно поле g7 · черна пешка на бяло поле h7 · черен кон на бяло поле c6 · бяла пешка на бяло поле e4 · бяла пешка на бяло поле a2 · бяла пешка на черно поле b2 · бяла пешка на бяло поле c2 · бяла пешка на черно поле d2 · бяла пешка на черно поле f2 · бяла пешка на бяло поле g2 · бяла пешка на черно поле h2 · бял топ на черно поле a1 · бял кон на бяло поле b1 · бял офицер на черно поле c1 · бяла дама на бяло поле d1 · бял цар на черно поле e1 · бял офицер на бяло поле f1 · бял кон на черно поле g1 · бял топ на бяло поле h1 | черен топ на бяло поле a8 · черен офицер на бяло поле c8 · черна дама на черно поле d8 · черен цар на бяло поле e8 · черен офицер на черно поле f8 · черен кон на бяло поле g8 · черен топ на черно поле h8 · черна пешка на черно поле a7 · черна пешка на бяло поле b7 · черна пешка на черно поле c7 · черна пешка на бяло поле d7 · черна пешка на черно поле e7 · черна пешка на бяло поле f7 · черна пешка на черно поле g7 · черна пешка на бяло поле h7 · черен кон на бяло поле c6 · бяла пешка на бяло поле e4 · бяла пешка на бяло поле a2 · бяла пешка на черно поле b2 · бяла пешка на бяло поле c2 · бяла пешка на черно поле d2 · бяла пешка на черно поле f2 · бяла пешка на бяло поле g2 · бяла пешка на черно поле h2 · бял топ на черно поле a1 · бял кон на бяло поле b1 · бял офицер на черно поле c1 · бяла дама на бяло поле d1 · бял цар на черно поле e1 · бял офицер на бяло поле f1 · бял кон на черно поле g1 · бял топ на бяло поле h1 | черен топ на бяло поле a8 · черен офицер на бяло поле c8 · черна дама на черно поле d8 · черен цар на бяло поле e8 · черен офицер на черно поле f8 · черен кон на бяло поле g8 · черен топ на черно поле h8 · черна пешка на черно поле a7 · черна пешка на бяло поле b7 · черна пешка на черно поле c7 · черна пешка на бяло поле d7 · черна пешка на черно поле e7 · черна пешка на бяло поле f7 · черна пешка на черно поле g7 · черна пешка на бяло поле h7 · черен кон на бяло поле c6 · бяла пешка на бяло поле e4 · бяла пешка на бяло поле a2 · бяла пешка на черно поле b2 · бяла пешка на бяло поле c2 · бяла пешка на черно поле d2 · бяла пешка на черно поле f2 · бяла пешка на бяло поле g2 · бяла пешка на черно поле h2 · бял топ на черно поле a1 · бял кон на бяло поле b1 · бял офицер на черно поле c1 · бяла дама на бяло поле d1 · бял цар на черно поле e1 · бял офицер на бяло поле f1 · бял кон на черно поле g1 · бял топ на бяло поле h1 | 6 |
| 5 | черен топ на бяло поле a8 · черен офицер на бяло поле c8 · черна дама на черно поле d8 · черен цар на бяло поле e8 · черен офицер на черно поле f8 · черен кон на бяло поле g8 · черен топ на черно поле h8 · черна пешка на черно поле a7 · черна пешка на бяло поле b7 · черна пешка на черно поле c7 · черна пешка на бяло поле d7 · черна пешка на черно поле e7 · черна пешка на бяло поле f7 · черна пешка на черно поле g7 · черна пешка на бяло поле h7 · черен кон на бяло поле c6 · бяла пешка на бяло поле e4 · бяла пешка на бяло поле a2 · бяла пешка на черно поле b2 · бяла пешка на бяло поле c2 · бяла пешка на черно поле d2 · бяла пешка на черно поле f2 · бяла пешка на бяло поле g2 · бяла пешка на черно поле h2 · бял топ на черно поле a1 · бял кон на бяло поле b1 · бял офицер на черно поле c1 · бяла дама на бяло поле d1 · бял цар на черно поле e1 · бял офицер на бяло поле f1 · бял кон на черно поле g1 · бял топ на бяло поле h1 | черен топ на бяло поле a8 · черен офицер на бяло поле c8 · черна дама на черно поле d8 · черен цар на бяло поле e8 · черен офицер на черно поле f8 · черен кон на бяло поле g8 · черен топ на черно поле h8 · черна пешка на черно поле a7 · черна пешка на бяло поле b7 · черна пешка на черно поле c7 · черна пешка на бяло поле d7 · черна пешка на черно поле e7 · черна пешка на бяло поле f7 · черна пешка на черно поле g7 · черна пешка на бяло поле h7 · черен кон на бяло поле c6 · бяла пешка на бяло поле e4 · бяла пешка на бяло поле a2 · бяла пешка на черно поле b2 · бяла пешка на бяло поле c2 · бяла пешка на черно поле d2 · бяла пешка на черно поле f2 · бяла пешка на бяло поле g2 · бяла пешка на черно поле h2 · бял топ на черно поле a1 · бял кон на бяло поле b1 · бял офицер на черно поле c1 · бяла дама на бяло поле d1 · бял цар на черно поле e1 · бял офицер на бяло поле f1 · бял кон на черно поле g1 · бял топ на бяло поле h1 | черен топ на бяло поле a8 · черен офицер на бяло поле c8 · черна дама на черно поле d8 · черен цар на бяло поле e8 · черен офицер на черно поле f8 · черен кон на бяло поле g8 · черен топ на черно поле h8 · черна пешка на черно поле a7 · черна пешка на бяло поле b7 · черна пешка на черно поле c7 · черна пешка на бяло поле d7 · черна пешка на черно поле e7 · черна пешка на бяло поле f7 · черна пешка на черно поле g7 · черна пешка на бяло поле h7 · черен кон на бяло поле c6 · бяла пешка на бяло поле e4 · бяла пешка на бяло поле a2 · бяла пешка на черно поле b2 · бяла пешка на бяло поле c2 · бяла пешка на черно поле d2 · бяла пешка на черно поле f2 · бяла пешка на бяло поле g2 · бяла пешка на черно поле h2 · бял топ на черно поле a1 · бял кон на бяло поле b1 · бял офицер на черно поле c1 · бяла дама на бяло поле d1 · бял цар на черно поле e1 · бял офицер на бяло поле f1 · бял кон на черно поле g1 · бял топ на бяло поле h1 | черен топ на бяло поле a8 · черен офицер на бяло поле c8 · черна дама на черно поле d8 · черен цар на бяло поле e8 · черен офицер на черно поле f8 · черен кон на бяло поле g8 · черен топ на черно поле h8 · черна пешка на черно поле a7 · черна пешка на бяло поле b7 · черна пешка на черно поле c7 · черна пешка на бяло поле d7 · черна пешка на черно поле e7 · черна пешка на бяло поле f7 · черна пешка на черно поле g7 · черна пешка на бяло поле h7 · черен кон на бяло поле c6 · бяла пешка на бяло поле e4 · бяла пешка на бяло поле a2 · бяла пешка на черно поле b2 · бяла пешка на бяло поле c2 · бяла пешка на черно поле d2 · бяла пешка на черно поле f2 · бяла пешка на бяло поле g2 · бяла пешка на черно поле h2 · бял топ на черно поле a1 · бял кон на бяло поле b1 · бял офицер на черно поле c1 · бяла дама на бяло поле d1 · бял цар на черно поле e1 · бял офицер на бяло поле f1 · бял кон на черно поле g1 · бял топ на бяло поле h1 | черен топ на бяло поле a8 · черен офицер на бяло поле c8 · черна дама на черно поле d8 · черен цар на бяло поле e8 · черен офицер на черно поле f8 · черен кон на бяло поле g8 · черен топ на черно поле h8 · черна пешка на черно поле a7 · черна пешка на бяло поле b7 · черна пешка на черно поле c7 · черна пешка на бяло поле d7 · черна пешка на черно поле e7 · черна пешка на бяло поле f7 · черна пешка на черно поле g7 · черна пешка на бяло поле h7 · черен кон на бяло поле c6 · бяла пешка на бяло поле e4 · бяла пешка на бяло поле a2 · бяла пешка на черно поле b2 · бяла пешка на бяло поле c2 · бяла пешка на черно поле d2 · бяла пешка на черно поле f2 · бяла пешка на бяло поле g2 · бяла пешка на черно поле h2 · бял топ на черно поле a1 · бял кон на бяло поле b1 · бял офицер на черно поле c1 · бяла дама на бяло поле d1 · бял цар на черно поле e1 · бял офицер на бяло поле f1 · бял кон на черно поле g1 · бял топ на бяло поле h1 | черен топ на бяло поле a8 · черен офицер на бяло поле c8 · черна дама на черно поле d8 · черен цар на бяло поле e8 · черен офицер на черно поле f8 · черен кон на бяло поле g8 · черен топ на черно поле h8 · черна пешка на черно поле a7 · черна пешка на бяло поле b7 · черна пешка на черно поле c7 · черна пешка на бяло поле d7 · черна пешка на черно поле e7 · черна пешка на бяло поле f7 · черна пешка на черно поле g7 · черна пешка на бяло поле h7 · черен кон на бяло поле c6 · бяла пешка на бяло поле e4 · бяла пешка на бяло поле a2 · бяла пешка на черно поле b2 · бяла пешка на бяло поле c2 · бяла пешка на черно поле d2 · бяла пешка на черно поле f2 · бяла пешка на бяло поле g2 · бяла пешка на черно поле h2 · бял топ на черно поле a1 · бял кон на бяло поле b1 · бял офицер на черно поле c1 · бяла дама на бяло поле d1 · бял цар на черно поле e1 · бял офицер на бяло поле f1 · бял кон на черно поле g1 · бял топ на бяло поле h1 | черен топ на бяло поле a8 · черен офицер на бяло поле c8 · черна дама на черно поле d8 · черен цар на бяло поле e8 · черен офицер на черно поле f8 · черен кон на бяло поле g8 · черен топ на черно поле h8 · черна пешка на черно поле a7 · черна пешка на бяло поле b7 · черна пешка на черно поле c7 · черна пешка на бяло поле d7 · черна пешка на черно поле e7 · черна пешка на бяло поле f7 · черна пешка на черно поле g7 · черна пешка на бяло поле h7 · черен кон на бяло поле c6 · бяла пешка на бяло поле e4 · бяла пешка на бяло поле a2 · бяла пешка на черно поле b2 · бяла пешка на бяло поле c2 · бяла пешка на черно поле d2 · бяла пешка на черно поле f2 · бяла пешка на бяло поле g2 · бяла пешка на черно поле h2 · бял топ на черно поле a1 · бял кон на бяло поле b1 · бял офицер на черно поле c1 · бяла дама на бяло поле d1 · бял цар на черно поле e1 · бял офицер на бяло поле f1 · бял кон на черно поле g1 · бял топ на бяло поле h1 | черен топ на бяло поле a8 · черен офицер на бяло поле c8 · черна дама на черно поле d8 · черен цар на бяло поле e8 · черен офицер на черно поле f8 · черен кон на бяло поле g8 · черен топ на черно поле h8 · черна пешка на черно поле a7 · черна пешка на бяло поле b7 · черна пешка на черно поле c7 · черна пешка на бяло поле d7 · черна пешка на черно поле e7 · черна пешка на бяло поле f7 · черна пешка на черно поле g7 · черна пешка на бяло поле h7 · черен кон на бяло поле c6 · бяла пешка на бяло поле e4 · бяла пешка на бяло поле a2 · бяла пешка на черно поле b2 · бяла пешка на бяло поле c2 · бяла пешка на черно поле d2 · бяла пешка на черно поле f2 · бяла пешка на бяло поле g2 · бяла пешка на черно поле h2 · бял топ на черно поле a1 · бял кон на бяло поле b1 · бял офицер на черно поле c1 · бяла дама на бяло поле d1 · бял цар на черно поле e1 · бял офицер на бяло поле f1 · бял кон на черно поле g1 · бял топ на бяло поле h1 | 5 |
| 4 | черен топ на бяло поле a8 · черен офицер на бяло поле c8 · черна дама на черно поле d8 · черен цар на бяло поле e8 · черен офицер на черно поле f8 · черен кон на бяло поле g8 · черен топ на черно поле h8 · черна пешка на черно поле a7 · черна пешка на бяло поле b7 · черна пешка на черно поле c7 · черна пешка на бяло поле d7 · черна пешка на черно поле e7 · черна пешка на бяло поле f7 · черна пешка на черно поле g7 · черна пешка на бяло поле h7 · черен кон на бяло поле c6 · бяла пешка на бяло поле e4 · бяла пешка на бяло поле a2 · бяла пешка на черно поле b2 · бяла пешка на бяло поле c2 · бяла пешка на черно поле d2 · бяла пешка на черно поле f2 · бяла пешка на бяло поле g2 · бяла пешка на черно поле h2 · бял топ на черно поле a1 · бял кон на бяло поле b1 · бял офицер на черно поле c1 · бяла дама на бяло поле d1 · бял цар на черно поле e1 · бял офицер на бяло поле f1 · бял кон на черно поле g1 · бял топ на бяло поле h1 | черен топ на бяло поле a8 · черен офицер на бяло поле c8 · черна дама на черно поле d8 · черен цар на бяло поле e8 · черен офицер на черно поле f8 · черен кон на бяло поле g8 · черен топ на черно поле h8 · черна пешка на черно поле a7 · черна пешка на бяло поле b7 · черна пешка на черно поле c7 · черна пешка на бяло поле d7 · черна пешка на черно поле e7 · черна пешка на бяло поле f7 · черна пешка на черно поле g7 · черна пешка на бяло поле h7 · черен кон на бяло поле c6 · бяла пешка на бяло поле e4 · бяла пешка на бяло поле a2 · бяла пешка на черно поле b2 · бяла пешка на бяло поле c2 · бяла пешка на черно поле d2 · бяла пешка на черно поле f2 · бяла пешка на бяло поле g2 · бяла пешка на черно поле h2 · бял топ на черно поле a1 · бял кон на бяло поле b1 · бял офицер на черно поле c1 · бяла дама на бяло поле d1 · бял цар на черно поле e1 · бял офицер на бяло поле f1 · бял кон на черно поле g1 · бял топ на бяло поле h1 | черен топ на бяло поле a8 · черен офицер на бяло поле c8 · черна дама на черно поле d8 · черен цар на бяло поле e8 · черен офицер на черно поле f8 · черен кон на бяло поле g8 · черен топ на черно поле h8 · черна пешка на черно поле a7 · черна пешка на бяло поле b7 · черна пешка на черно поле c7 · черна пешка на бяло поле d7 · черна пешка на черно поле e7 · черна пешка на бяло поле f7 · черна пешка на черно поле g7 · черна пешка на бяло поле h7 · черен кон на бяло поле c6 · бяла пешка на бяло поле e4 · бяла пешка на бяло поле a2 · бяла пешка на черно поле b2 · бяла пешка на бяло поле c2 · бяла пешка на черно поле d2 · бяла пешка на черно поле f2 · бяла пешка на бяло поле g2 · бяла пешка на черно поле h2 · бял топ на черно поле a1 · бял кон на бяло поле b1 · бял офицер на черно поле c1 · бяла дама на бяло поле d1 · бял цар на черно поле e1 · бял офицер на бяло поле f1 · бял кон на черно поле g1 · бял топ на бяло поле h1 | черен топ на бяло поле a8 · черен офицер на бяло поле c8 · черна дама на черно поле d8 · черен цар на бяло поле e8 · черен офицер на черно поле f8 · черен кон на бяло поле g8 · черен топ на черно поле h8 · черна пешка на черно поле a7 · черна пешка на бяло поле b7 · черна пешка на черно поле c7 · черна пешка на бяло поле d7 · черна пешка на черно поле e7 · черна пешка на бяло поле f7 · черна пешка на черно поле g7 · черна пешка на бяло поле h7 · черен кон на бяло поле c6 · бяла пешка на бяло поле e4 · бяла пешка на бяло поле a2 · бяла пешка на черно поле b2 · бяла пешка на бяло поле c2 · бяла пешка на черно поле d2 · бяла пешка на черно поле f2 · бяла пешка на бяло поле g2 · бяла пешка на черно поле h2 · бял топ на черно поле a1 · бял кон на бяло поле b1 · бял офицер на черно поле c1 · бяла дама на бяло поле d1 · бял цар на черно поле e1 · бял офицер на бяло поле f1 · бял кон на черно поле g1 · бял топ на бяло поле h1 | черен топ на бяло поле a8 · черен офицер на бяло поле c8 · черна дама на черно поле d8 · черен цар на бяло поле e8 · черен офицер на черно поле f8 · черен кон на бяло поле g8 · черен топ на черно поле h8 · черна пешка на черно поле a7 · черна пешка на бяло поле b7 · черна пешка на черно поле c7 · черна пешка на бяло поле d7 · черна пешка на черно поле e7 · черна пешка на бяло поле f7 · черна пешка на черно поле g7 · черна пешка на бяло поле h7 · черен кон на бяло поле c6 · бяла пешка на бяло поле e4 · бяла пешка на бяло поле a2 · бяла пешка на черно поле b2 · бяла пешка на бяло поле c2 · бяла пешка на черно поле d2 · бяла пешка на черно поле f2 · бяла пешка на бяло поле g2 · бяла пешка на черно поле h2 · бял топ на черно поле a1 · бял кон на бяло поле b1 · бял офицер на черно поле c1 · бяла дама на бяло поле d1 · бял цар на черно поле e1 · бял офицер на бяло поле f1 · бял кон на черно поле g1 · бял топ на бяло поле h1 | черен топ на бяло поле a8 · черен офицер на бяло поле c8 · черна дама на черно поле d8 · черен цар на бяло поле e8 · черен офицер на черно поле f8 · черен кон на бяло поле g8 · черен топ на черно поле h8 · черна пешка на черно поле a7 · черна пешка на бяло поле b7 · черна пешка на черно поле c7 · черна пешка на бяло поле d7 · черна пешка на черно поле e7 · черна пешка на бяло поле f7 · черна пешка на черно поле g7 · черна пешка на бяло поле h7 · черен кон на бяло поле c6 · бяла пешка на бяло поле e4 · бяла пешка на бяло поле a2 · бяла пешка на черно поле b2 · бяла пешка на бяло поле c2 · бяла пешка на черно поле d2 · бяла пешка на черно поле f2 · бяла пешка на бяло поле g2 · бяла пешка на черно поле h2 · бял топ на черно поле a1 · бял кон на бяло поле b1 · бял офицер на черно поле c1 · бяла дама на бяло поле d1 · бял цар на черно поле e1 · бял офицер на бяло поле f1 · бял кон на черно поле g1 · бял топ на бяло поле h1 | черен топ на бяло поле a8 · черен офицер на бяло поле c8 · черна дама на черно поле d8 · черен цар на бяло поле e8 · черен офицер на черно поле f8 · черен кон на бяло поле g8 · черен топ на черно поле h8 · черна пешка на черно поле a7 · черна пешка на бяло поле b7 · черна пешка на черно поле c7 · черна пешка на бяло поле d7 · черна пешка на черно поле e7 · черна пешка на бяло поле f7 · черна пешка на черно поле g7 · черна пешка на бяло поле h7 · черен кон на бяло поле c6 · бяла пешка на бяло поле e4 · бяла пешка на бяло поле a2 · бяла пешка на черно поле b2 · бяла пешка на бяло поле c2 · бяла пешка на черно поле d2 · бяла пешка на черно поле f2 · бяла пешка на бяло поле g2 · бяла пешка на черно поле h2 · бял топ на черно поле a1 · бял кон на бяло поле b1 · бял офицер на черно поле c1 · бяла дама на бяло поле d1 · бял цар на черно поле e1 · бял офицер на бяло поле f1 · бял кон на черно поле g1 · бял топ на бяло поле h1 | черен топ на бяло поле a8 · черен офицер на бяло поле c8 · черна дама на черно поле d8 · черен цар на бяло поле e8 · черен офицер на черно поле f8 · черен кон на бяло поле g8 · черен топ на черно поле h8 · черна пешка на черно поле a7 · черна пешка на бяло поле b7 · черна пешка на черно поле c7 · черна пешка на бяло поле d7 · черна пешка на черно поле e7 · черна пешка на бяло поле f7 · черна пешка на черно поле g7 · черна пешка на бяло поле h7 · черен кон на бяло поле c6 · бяла пешка на бяло поле e4 · бяла пешка на бяло поле a2 · бяла пешка на черно поле b2 · бяла пешка на бяло поле c2 · бяла пешка на черно поле d2 · бяла пешка на черно поле f2 · бяла пешка на бяло поле g2 · бяла пешка на черно поле h2 · бял топ на черно поле a1 · бял кон на бяло поле b1 · бял офицер на черно поле c1 · бяла дама на бяло поле d1 · бял цар на черно поле e1 · бял офицер на бяло поле f1 · бял кон на черно поле g1 · бял топ на бяло поле h1 | 4 |
| 3 | черен топ на бяло поле a8 · черен офицер на бяло поле c8 · черна дама на черно поле d8 · черен цар на бяло поле e8 · черен офицер на черно поле f8 · черен кон на бяло поле g8 · черен топ на черно поле h8 · черна пешка на черно поле a7 · черна пешка на бяло поле b7 · черна пешка на черно поле c7 · черна пешка на бяло поле d7 · черна пешка на черно поле e7 · черна пешка на бяло поле f7 · черна пешка на черно поле g7 · черна пешка на бяло поле h7 · черен кон на бяло поле c6 · бяла пешка на бяло поле e4 · бяла пешка на бяло поле a2 · бяла пешка на черно поле b2 · бяла пешка на бяло поле c2 · бяла пешка на черно поле d2 · бяла пешка на черно поле f2 · бяла пешка на бяло поле g2 · бяла пешка на черно поле h2 · бял топ на черно поле a1 · бял кон на бяло поле b1 · бял офицер на черно поле c1 · бяла дама на бяло поле d1 · бял цар на черно поле e1 · бял офицер на бяло поле f1 · бял кон на черно поле g1 · бял топ на бяло поле h1 | черен топ на бяло поле a8 · черен офицер на бяло поле c8 · черна дама на черно поле d8 · черен цар на бяло поле e8 · черен офицер на черно поле f8 · черен кон на бяло поле g8 · черен топ на черно поле h8 · черна пешка на черно поле a7 · черна пешка на бяло поле b7 · черна пешка на черно поле c7 · черна пешка на бяло поле d7 · черна пешка на черно поле e7 · черна пешка на бяло поле f7 · черна пешка на черно поле g7 · черна пешка на бяло поле h7 · черен кон на бяло поле c6 · бяла пешка на бяло поле e4 · бяла пешка на бяло поле a2 · бяла пешка на черно поле b2 · бяла пешка на бяло поле c2 · бяла пешка на черно поле d2 · бяла пешка на черно поле f2 · бяла пешка на бяло поле g2 · бяла пешка на черно поле h2 · бял топ на черно поле a1 · бял кон на бяло поле b1 · бял офицер на черно поле c1 · бяла дама на бяло поле d1 · бял цар на черно поле e1 · бял офицер на бяло поле f1 · бял кон на черно поле g1 · бял топ на бяло поле h1 | черен топ на бяло поле a8 · черен офицер на бяло поле c8 · черна дама на черно поле d8 · черен цар на бяло поле e8 · черен офицер на черно поле f8 · черен кон на бяло поле g8 · черен топ на черно поле h8 · черна пешка на черно поле a7 · черна пешка на бяло поле b7 · черна пешка на черно поле c7 · черна пешка на бяло поле d7 · черна пешка на черно поле e7 · черна пешка на бяло поле f7 · черна пешка на черно поле g7 · черна пешка на бяло поле h7 · черен кон на бяло поле c6 · бяла пешка на бяло поле e4 · бяла пешка на бяло поле a2 · бяла пешка на черно поле b2 · бяла пешка на бяло поле c2 · бяла пешка на черно поле d2 · бяла пешка на черно поле f2 · бяла пешка на бяло поле g2 · бяла пешка на черно поле h2 · бял топ на черно поле a1 · бял кон на бяло поле b1 · бял офицер на черно поле c1 · бяла дама на бяло поле d1 · бял цар на черно поле e1 · бял офицер на бяло поле f1 · бял кон на черно поле g1 · бял топ на бяло поле h1 | черен топ на бяло поле a8 · черен офицер на бяло поле c8 · черна дама на черно поле d8 · черен цар на бяло поле e8 · черен офицер на черно поле f8 · черен кон на бяло поле g8 · черен топ на черно поле h8 · черна пешка на черно поле a7 · черна пешка на бяло поле b7 · черна пешка на черно поле c7 · черна пешка на бяло поле d7 · черна пешка на черно поле e7 · черна пешка на бяло поле f7 · черна пешка на черно поле g7 · черна пешка на бяло поле h7 · черен кон на бяло поле c6 · бяла пешка на бяло поле e4 · бяла пешка на бяло поле a2 · бяла пешка на черно поле b2 · бяла пешка на бяло поле c2 · бяла пешка на черно поле d2 · бяла пешка на черно поле f2 · бяла пешка на бяло поле g2 · бяла пешка на черно поле h2 · бял топ на черно поле a1 · бял кон на бяло поле b1 · бял офицер на черно поле c1 · бяла дама на бяло поле d1 · бял цар на черно поле e1 · бял офицер на бяло поле f1 · бял кон на черно поле g1 · бял топ на бяло поле h1 | черен топ на бяло поле a8 · черен офицер на бяло поле c8 · черна дама на черно поле d8 · черен цар на бяло поле e8 · черен офицер на черно поле f8 · черен кон на бяло поле g8 · черен топ на черно поле h8 · черна пешка на черно поле a7 · черна пешка на бяло поле b7 · черна пешка на черно поле c7 · черна пешка на бяло поле d7 · черна пешка на черно поле e7 · черна пешка на бяло поле f7 · черна пешка на черно поле g7 · черна пешка на бяло поле h7 · черен кон на бяло поле c6 · бяла пешка на бяло поле e4 · бяла пешка на бяло поле a2 · бяла пешка на черно поле b2 · бяла пешка на бяло поле c2 · бяла пешка на черно поле d2 · бяла пешка на черно поле f2 · бяла пешка на бяло поле g2 · бяла пешка на черно поле h2 · бял топ на черно поле a1 · бял кон на бяло поле b1 · бял офицер на черно поле c1 · бяла дама на бяло поле d1 · бял цар на черно поле e1 · бял офицер на бяло поле f1 · бял кон на черно поле g1 · бял топ на бяло поле h1 | черен топ на бяло поле a8 · черен офицер на бяло поле c8 · черна дама на черно поле d8 · черен цар на бяло поле e8 · черен офицер на черно поле f8 · черен кон на бяло поле g8 · черен топ на черно поле h8 · черна пешка на черно поле a7 · черна пешка на бяло поле b7 · черна пешка на черно поле c7 · черна пешка на бяло поле d7 · черна пешка на черно поле e7 · черна пешка на бяло поле f7 · черна пешка на черно поле g7 · черна пешка на бяло поле h7 · черен кон на бяло поле c6 · бяла пешка на бяло поле e4 · бяла пешка на бяло поле a2 · бяла пешка на черно поле b2 · бяла пешка на бяло поле c2 · бяла пешка на черно поле d2 · бяла пешка на черно поле f2 · бяла пешка на бяло поле g2 · бяла пешка на черно поле h2 · бял топ на черно поле a1 · бял кон на бяло поле b1 · бял офицер на черно поле c1 · бяла дама на бяло поле d1 · бял цар на черно поле e1 · бял офицер на бяло поле f1 · бял кон на черно поле g1 · бял топ на бяло поле h1 | черен топ на бяло поле a8 · черен офицер на бяло поле c8 · черна дама на черно поле d8 · черен цар на бяло поле e8 · черен офицер на черно поле f8 · черен кон на бяло поле g8 · черен топ на черно поле h8 · черна пешка на черно поле a7 · черна пешка на бяло поле b7 · черна пешка на черно поле c7 · черна пешка на бяло поле d7 · черна пешка на черно поле e7 · черна пешка на бяло поле f7 · черна пешка на черно поле g7 · черна пешка на бяло поле h7 · черен кон на бяло поле c6 · бяла пешка на бяло поле e4 · бяла пешка на бяло поле a2 · бяла пешка на черно поле b2 · бяла пешка на бяло поле c2 · бяла пешка на черно поле d2 · бяла пешка на черно поле f2 · бяла пешка на бяло поле g2 · бяла пешка на черно поле h2 · бял топ на черно поле a1 · бял кон на бяло поле b1 · бял офицер на черно поле c1 · бяла дама на бяло поле d1 · бял цар на черно поле e1 · бял офицер на бяло поле f1 · бял кон на черно поле g1 · бял топ на бяло поле h1 | черен топ на бяло поле a8 · черен офицер на бяло поле c8 · черна дама на черно поле d8 · черен цар на бяло поле e8 · черен офицер на черно поле f8 · черен кон на бяло поле g8 · черен топ на черно поле h8 · черна пешка на черно поле a7 · черна пешка на бяло поле b7 · черна пешка на черно поле c7 · черна пешка на бяло поле d7 · черна пешка на черно поле e7 · черна пешка на бяло поле f7 · черна пешка на черно поле g7 · черна пешка на бяло поле h7 · черен кон на бяло поле c6 · бяла пешка на бяло поле e4 · бяла пешка на бяло поле a2 · бяла пешка на черно поле b2 · бяла пешка на бяло поле c2 · бяла пешка на черно поле d2 · бяла пешка на черно поле f2 · бяла пешка на бяло поле g2 · бяла пешка на черно поле h2 · бял топ на черно поле a1 · бял кон на бяло поле b1 · бял офицер на черно поле c1 · бяла дама на бяло поле d1 · бял цар на черно поле e1 · бял офицер на бяло поле f1 · бял кон на черно поле g1 · бял топ на бяло поле h1 | 3 |
| 2 | черен топ на бяло поле a8 · черен офицер на бяло поле c8 · черна дама на черно поле d8 · черен цар на бяло поле e8 · черен офицер на черно поле f8 · черен кон на бяло поле g8 · черен топ на черно поле h8 · черна пешка на черно поле a7 · черна пешка на бяло поле b7 · черна пешка на черно поле c7 · черна пешка на бяло поле d7 · черна пешка на черно поле e7 · черна пешка на бяло поле f7 · черна пешка на черно поле g7 · черна пешка на бяло поле h7 · черен кон на бяло поле c6 · бяла пешка на бяло поле e4 · бяла пешка на бяло поле a2 · бяла пешка на черно поле b2 · бяла пешка на бяло поле c2 · бяла пешка на черно поле d2 · бяла пешка на черно поле f2 · бяла пешка на бяло поле g2 · бяла пешка на черно поле h2 · бял топ на черно поле a1 · бял кон на бяло поле b1 · бял офицер на черно поле c1 · бяла дама на бяло поле d1 · бял цар на черно поле e1 · бял офицер на бяло поле f1 · бял кон на черно поле g1 · бял топ на бяло поле h1 | черен топ на бяло поле a8 · черен офицер на бяло поле c8 · черна дама на черно поле d8 · черен цар на бяло поле e8 · черен офицер на черно поле f8 · черен кон на бяло поле g8 · черен топ на черно поле h8 · черна пешка на черно поле a7 · черна пешка на бяло поле b7 · черна пешка на черно поле c7 · черна пешка на бяло поле d7 · черна пешка на черно поле e7 · черна пешка на бяло поле f7 · черна пешка на черно поле g7 · черна пешка на бяло поле h7 · черен кон на бяло поле c6 · бяла пешка на бяло поле e4 · бяла пешка на бяло поле a2 · бяла пешка на черно поле b2 · бяла пешка на бяло поле c2 · бяла пешка на черно поле d2 · бяла пешка на черно поле f2 · бяла пешка на бяло поле g2 · бяла пешка на черно поле h2 · бял топ на черно поле a1 · бял кон на бяло поле b1 · бял офицер на черно поле c1 · бяла дама на бяло поле d1 · бял цар на черно поле e1 · бял офицер на бяло поле f1 · бял кон на черно поле g1 · бял топ на бяло поле h1 | черен топ на бяло поле a8 · черен офицер на бяло поле c8 · черна дама на черно поле d8 · черен цар на бяло поле e8 · черен офицер на черно поле f8 · черен кон на бяло поле g8 · черен топ на черно поле h8 · черна пешка на черно поле a7 · черна пешка на бяло поле b7 · черна пешка на черно поле c7 · черна пешка на бяло поле d7 · черна пешка на черно поле e7 · черна пешка на бяло поле f7 · черна пешка на черно поле g7 · черна пешка на бяло поле h7 · черен кон на бяло поле c6 · бяла пешка на бяло поле e4 · бяла пешка на бяло поле a2 · бяла пешка на черно поле b2 · бяла пешка на бяло поле c2 · бяла пешка на черно поле d2 · бяла пешка на черно поле f2 · бяла пешка на бяло поле g2 · бяла пешка на черно поле h2 · бял топ на черно поле a1 · бял кон на бяло поле b1 · бял офицер на черно поле c1 · бяла дама на бяло поле d1 · бял цар на черно поле e1 · бял офицер на бяло поле f1 · бял кон на черно поле g1 · бял топ на бяло поле h1 | черен топ на бяло поле a8 · черен офицер на бяло поле c8 · черна дама на черно поле d8 · черен цар на бяло поле e8 · черен офицер на черно поле f8 · черен кон на бяло поле g8 · черен топ на черно поле h8 · черна пешка на черно поле a7 · черна пешка на бяло поле b7 · черна пешка на черно поле c7 · черна пешка на бяло поле d7 · черна пешка на черно поле e7 · черна пешка на бяло поле f7 · черна пешка на черно поле g7 · черна пешка на бяло поле h7 · черен кон на бяло поле c6 · бяла пешка на бяло поле e4 · бяла пешка на бяло поле a2 · бяла пешка на черно поле b2 · бяла пешка на бяло поле c2 · бяла пешка на черно поле d2 · бяла пешка на черно поле f2 · бяла пешка на бяло поле g2 · бяла пешка на черно поле h2 · бял топ на черно поле a1 · бял кон на бяло поле b1 · бял офицер на черно поле c1 · бяла дама на бяло поле d1 · бял цар на черно поле e1 · бял офицер на бяло поле f1 · бял кон на черно поле g1 · бял топ на бяло поле h1 | черен топ на бяло поле a8 · черен офицер на бяло поле c8 · черна дама на черно поле d8 · черен цар на бяло поле e8 · черен офицер на черно поле f8 · черен кон на бяло поле g8 · черен топ на черно поле h8 · черна пешка на черно поле a7 · черна пешка на бяло поле b7 · черна пешка на черно поле c7 · черна пешка на бяло поле d7 · черна пешка на черно поле e7 · черна пешка на бяло поле f7 · черна пешка на черно поле g7 · черна пешка на бяло поле h7 · черен кон на бяло поле c6 · бяла пешка на бяло поле e4 · бяла пешка на бяло поле a2 · бяла пешка на черно поле b2 · бяла пешка на бяло поле c2 · бяла пешка на черно поле d2 · бяла пешка на черно поле f2 · бяла пешка на бяло поле g2 · бяла пешка на черно поле h2 · бял топ на черно поле a1 · бял кон на бяло поле b1 · бял офицер на черно поле c1 · бяла дама на бяло поле d1 · бял цар на черно поле e1 · бял офицер на бяло поле f1 · бял кон на черно поле g1 · бял топ на бяло поле h1 | черен топ на бяло поле a8 · черен офицер на бяло поле c8 · черна дама на черно поле d8 · черен цар на бяло поле e8 · черен офицер на черно поле f8 · черен кон на бяло поле g8 · черен топ на черно поле h8 · черна пешка на черно поле a7 · черна пешка на бяло поле b7 · черна пешка на черно поле c7 · черна пешка на бяло поле d7 · черна пешка на черно поле e7 · черна пешка на бяло поле f7 · черна пешка на черно поле g7 · черна пешка на бяло поле h7 · черен кон на бяло поле c6 · бяла пешка на бяло поле e4 · бяла пешка на бяло поле a2 · бяла пешка на черно поле b2 · бяла пешка на бяло поле c2 · бяла пешка на черно поле d2 · бяла пешка на черно поле f2 · бяла пешка на бяло поле g2 · бяла пешка на черно поле h2 · бял топ на черно поле a1 · бял кон на бяло поле b1 · бял офицер на черно поле c1 · бяла дама на бяло поле d1 · бял цар на черно поле e1 · бял офицер на бяло поле f1 · бял кон на черно поле g1 · бял топ на бяло поле h1 | черен топ на бяло поле a8 · черен офицер на бяло поле c8 · черна дама на черно поле d8 · черен цар на бяло поле e8 · черен офицер на черно поле f8 · черен кон на бяло поле g8 · черен топ на черно поле h8 · черна пешка на черно поле a7 · черна пешка на бяло поле b7 · черна пешка на черно поле c7 · черна пешка на бяло поле d7 · черна пешка на черно поле e7 · черна пешка на бяло поле f7 · черна пешка на черно поле g7 · черна пешка на бяло поле h7 · черен кон на бяло поле c6 · бяла пешка на бяло поле e4 · бяла пешка на бяло поле a2 · бяла пешка на черно поле b2 · бяла пешка на бяло поле c2 · бяла пешка на черно поле d2 · бяла пешка на черно поле f2 · бяла пешка на бяло поле g2 · бяла пешка на черно поле h2 · бял топ на черно поле a1 · бял кон на бяло поле b1 · бял офицер на черно поле c1 · бяла дама на бяло поле d1 · бял цар на черно поле e1 · бял офицер на бяло поле f1 · бял кон на черно поле g1 · бял топ на бяло поле h1 | черен топ на бяло поле a8 · черен офицер на бяло поле c8 · черна дама на черно поле d8 · черен цар на бяло поле e8 · черен офицер на черно поле f8 · черен кон на бяло поле g8 · черен топ на черно поле h8 · черна пешка на черно поле a7 · черна пешка на бяло поле b7 · черна пешка на черно поле c7 · черна пешка на бяло поле d7 · черна пешка на черно поле e7 · черна пешка на бяло поле f7 · черна пешка на черно поле g7 · черна пешка на бяло поле h7 · черен кон на бяло поле c6 · бяла пешка на бяло поле e4 · бяла пешка на бяло поле a2 · бяла пешка на черно поле b2 · бяла пешка на бяло поле c2 · бяла пешка на черно поле d2 · бяла пешка на черно поле f2 · бяла пешка на бяло поле g2 · бяла пешка на черно поле h2 · бял топ на черно поле a1 · бял кон на бяло поле b1 · бял офицер на черно поле c1 · бяла дама на бяло поле d1 · бял цар на черно поле e1 · бял офицер на бяло поле f1 · бял кон на черно поле g1 · бял топ на бяло поле h1 | 2 |
| 1 | черен топ на бяло поле a8 · черен офицер на бяло поле c8 · черна дама на черно поле d8 · черен цар на бяло поле e8 · черен офицер на черно поле f8 · черен кон на бяло поле g8 · черен топ на черно поле h8 · черна пешка на черно поле a7 · черна пешка на бяло поле b7 · черна пешка на черно поле c7 · черна пешка на бяло поле d7 · черна пешка на черно поле e7 · черна пешка на бяло поле f7 · черна пешка на черно поле g7 · черна пешка на бяло поле h7 · черен кон на бяло поле c6 · бяла пешка на бяло поле e4 · бяла пешка на бяло поле a2 · бяла пешка на черно поле b2 · бяла пешка на бяло поле c2 · бяла пешка на черно поле d2 · бяла пешка на черно поле f2 · бяла пешка на бяло поле g2 · бяла пешка на черно поле h2 · бял топ на черно поле a1 · бял кон на бяло поле b1 · бял офицер на черно поле c1 · бяла дама на бяло поле d1 · бял цар на черно поле e1 · бял офицер на бяло поле f1 · бял кон на черно поле g1 · бял топ на бяло поле h1 | черен топ на бяло поле a8 · черен офицер на бяло поле c8 · черна дама на черно поле d8 · черен цар на бяло поле e8 · черен офицер на черно поле f8 · черен кон на бяло поле g8 · черен топ на черно поле h8 · черна пешка на черно поле a7 · черна пешка на бяло поле b7 · черна пешка на черно поле c7 · черна пешка на бяло поле d7 · черна пешка на черно поле e7 · черна пешка на бяло поле f7 · черна пешка на черно поле g7 · черна пешка на бяло поле h7 · черен кон на бяло поле c6 · бяла пешка на бяло поле e4 · бяла пешка на бяло поле a2 · бяла пешка на черно поле b2 · бяла пешка на бяло поле c2 · бяла пешка на черно поле d2 · бяла пешка на черно поле f2 · бяла пешка на бяло поле g2 · бяла пешка на черно поле h2 · бял топ на черно поле a1 · бял кон на бяло поле b1 · бял офицер на черно поле c1 · бяла дама на бяло поле d1 · бял цар на черно поле e1 · бял офицер на бяло поле f1 · бял кон на черно поле g1 · бял топ на бяло поле h1 | черен топ на бяло поле a8 · черен офицер на бяло поле c8 · черна дама на черно поле d8 · черен цар на бяло поле e8 · черен офицер на черно поле f8 · черен кон на бяло поле g8 · черен топ на черно поле h8 · черна пешка на черно поле a7 · черна пешка на бяло поле b7 · черна пешка на черно поле c7 · черна пешка на бяло поле d7 · черна пешка на черно поле e7 · черна пешка на бяло поле f7 · черна пешка на черно поле g7 · черна пешка на бяло поле h7 · черен кон на бяло поле c6 · бяла пешка на бяло поле e4 · бяла пешка на бяло поле a2 · бяла пешка на черно поле b2 · бяла пешка на бяло поле c2 · бяла пешка на черно поле d2 · бяла пешка на черно поле f2 · бяла пешка на бяло поле g2 · бяла пешка на черно поле h2 · бял топ на черно поле a1 · бял кон на бяло поле b1 · бял офицер на черно поле c1 · бяла дама на бяло поле d1 · бял цар на черно поле e1 · бял офицер на бяло поле f1 · бял кон на черно поле g1 · бял топ на бяло поле h1 | черен топ на бяло поле a8 · черен офицер на бяло поле c8 · черна дама на черно поле d8 · черен цар на бяло поле e8 · черен офицер на черно поле f8 · черен кон на бяло поле g8 · черен топ на черно поле h8 · черна пешка на черно поле a7 · черна пешка на бяло поле b7 · черна пешка на черно поле c7 · черна пешка на бяло поле d7 · черна пешка на черно поле e7 · черна пешка на бяло поле f7 · черна пешка на черно поле g7 · черна пешка на бяло поле h7 · черен кон на бяло поле c6 · бяла пешка на бяло поле e4 · бяла пешка на бяло поле a2 · бяла пешка на черно поле b2 · бяла пешка на бяло поле c2 · бяла пешка на черно поле d2 · бяла пешка на черно поле f2 · бяла пешка на бяло поле g2 · бяла пешка на черно поле h2 · бял топ на черно поле a1 · бял кон на бяло поле b1 · бял офицер на черно поле c1 · бяла дама на бяло поле d1 · бял цар на черно поле e1 · бял офицер на бяло поле f1 · бял кон на черно поле g1 · бял топ на бяло поле h1 | черен топ на бяло поле a8 · черен офицер на бяло поле c8 · черна дама на черно поле d8 · черен цар на бяло поле e8 · черен офицер на черно поле f8 · черен кон на бяло поле g8 · черен топ на черно поле h8 · черна пешка на черно поле a7 · черна пешка на бяло поле b7 · черна пешка на черно поле c7 · черна пешка на бяло поле d7 · черна пешка на черно поле e7 · черна пешка на бяло поле f7 · черна пешка на черно поле g7 · черна пешка на бяло поле h7 · черен кон на бяло поле c6 · бяла пешка на бяло поле e4 · бяла пешка на бяло поле a2 · бяла пешка на черно поле b2 · бяла пешка на бяло поле c2 · бяла пешка на черно поле d2 · бяла пешка на черно поле f2 · бяла пешка на бяло поле g2 · бяла пешка на черно поле h2 · бял топ на черно поле a1 · бял кон на бяло поле b1 · бял офицер на черно поле c1 · бяла дама на бяло поле d1 · бял цар на черно поле e1 · бял офицер на бяло поле f1 · бял кон на черно поле g1 · бял топ на бяло поле h1 | черен топ на бяло поле a8 · черен офицер на бяло поле c8 · черна дама на черно поле d8 · черен цар на бяло поле e8 · черен офицер на черно поле f8 · черен кон на бяло поле g8 · черен топ на черно поле h8 · черна пешка на черно поле a7 · черна пешка на бяло поле b7 · черна пешка на черно поле c7 · черна пешка на бяло поле d7 · черна пешка на черно поле e7 · черна пешка на бяло поле f7 · черна пешка на черно поле g7 · черна пешка на бяло поле h7 · черен кон на бяло поле c6 · бяла пешка на бяло поле e4 · бяла пешка на бяло поле a2 · бяла пешка на черно поле b2 · бяла пешка на бяло поле c2 · бяла пешка на черно поле d2 · бяла пешка на черно поле f2 · бяла пешка на бяло поле g2 · бяла пешка на черно поле h2 · бял топ на черно поле a1 · бял кон на бяло поле b1 · бял офицер на черно поле c1 · бяла дама на бяло поле d1 · бял цар на черно поле e1 · бял офицер на бяло поле f1 · бял кон на черно поле g1 · бял топ на бяло поле h1 | черен топ на бяло поле a8 · черен офицер на бяло поле c8 · черна дама на черно поле d8 · черен цар на бяло поле e8 · черен офицер на черно поле f8 · черен кон на бяло поле g8 · черен топ на черно поле h8 · черна пешка на черно поле a7 · черна пешка на бяло поле b7 · черна пешка на черно поле c7 · черна пешка на бяло поле d7 · черна пешка на черно поле e7 · черна пешка на бяло поле f7 · черна пешка на черно поле g7 · черна пешка на бяло поле h7 · черен кон на бяло поле c6 · бяла пешка на бяло поле e4 · бяла пешка на бяло поле a2 · бяла пешка на черно поле b2 · бяла пешка на бяло поле c2 · бяла пешка на черно поле d2 · бяла пешка на черно поле f2 · бяла пешка на бяло поле g2 · бяла пешка на черно поле h2 · бял топ на черно поле a1 · бял кон на бяло поле b1 · бял офицер на черно поле c1 · бяла дама на бяло поле d1 · бял цар на черно поле e1 · бял офицер на бяло поле f1 · бял кон на черно поле g1 · бял топ на бяло поле h1 | черен топ на бяло поле a8 · черен офицер на бяло поле c8 · черна дама на черно поле d8 · черен цар на бяло поле e8 · черен офицер на черно поле f8 · черен кон на бяло поле g8 · черен топ на черно поле h8 · черна пешка на черно поле a7 · черна пешка на бяло поле b7 · черна пешка на черно поле c7 · черна пешка на бяло поле d7 · черна пешка на черно поле e7 · черна пешка на бяло поле f7 · черна пешка на черно поле g7 · черна пешка на бяло поле h7 · черен кон на бяло поле c6 · бяла пешка на бяло поле e4 · бяла пешка на бяло поле a2 · бяла пешка на черно поле b2 · бяла пешка на бяло поле c2 · бяла пешка на черно поле d2 · бяла пешка на черно поле f2 · бяла пешка на бяло поле g2 · бяла пешка на черно поле h2 · бял топ на черно поле a1 · бял кон на бяло поле b1 · бял офицер на черно поле c1 · бяла дама на бяло поле d1 · бял цар на черно поле e1 · бял офицер на бяло поле f1 · бял кон на черно поле g1 · бял топ на бяло поле h1 | 1 |
|   | a | b | c | d | e | f | g | h |   |

## Турнирни резултати
- 1906 – Мюнхен (1-во място)
- 1907 – Остенде (3 – 4-то място)
- 1910 – Хамбург (3-то място)
- 1920 – Стокхолм (2-ро място)
- 1923 – Копенхаген (1-во място)
- 1926 – Дрезден (1-во място), Хановер (1-во място)
- 1927 – Ню Йорк (3-то място), Берлин (2 – 4-то място), Копенхаген (2 – 3-то място)
- 1928 – Берлин (1-во място), Копенхаген (1-во място)
- 1929 – Карлсбад (1-во място, днес Карлови Вари)
- 1931 – Блед (3-то място)
- 1933 – Копенхаген (1-во място)
- 1934 – Стокхолм (2-ро място), Копенхаген (1-во място)

|   | a | b | c | d | e | f | g | h |   |
| 8 | черна дама на бяло поле g8 · черен цар на черно поле h8 · черна пешка на бяло поле b7 · бяла дама на черно поле e7 · черна пешка на бяло поле h7 · черна пешка на бяло поле a6 · черен офицер на черно поле b6 · черен офицер на бяло поле c6 · черна пешка на бяло поле g6 · бяла пешка на бяло поле b5 · черна пешка на бяло поле f5 · бял кон на черно поле g5 · черна пешка на черно поле d4 · бяла пешка на черно поле f4 · бяла пешка на бяло поле d3 · бяла пешка на бяло поле a2 · бял офицер на черно поле d2 · бяла пешка на бяло поле g2 · бяла пешка на черно поле h2 · бял цар на черно поле g1 | черна дама на бяло поле g8 · черен цар на черно поле h8 · черна пешка на бяло поле b7 · бяла дама на черно поле e7 · черна пешка на бяло поле h7 · черна пешка на бяло поле a6 · черен офицер на черно поле b6 · черен офицер на бяло поле c6 · черна пешка на бяло поле g6 · бяла пешка на бяло поле b5 · черна пешка на бяло поле f5 · бял кон на черно поле g5 · черна пешка на черно поле d4 · бяла пешка на черно поле f4 · бяла пешка на бяло поле d3 · бяла пешка на бяло поле a2 · бял офицер на черно поле d2 · бяла пешка на бяло поле g2 · бяла пешка на черно поле h2 · бял цар на черно поле g1 | черна дама на бяло поле g8 · черен цар на черно поле h8 · черна пешка на бяло поле b7 · бяла дама на черно поле e7 · черна пешка на бяло поле h7 · черна пешка на бяло поле a6 · черен офицер на черно поле b6 · черен офицер на бяло поле c6 · черна пешка на бяло поле g6 · бяла пешка на бяло поле b5 · черна пешка на бяло поле f5 · бял кон на черно поле g5 · черна пешка на черно поле d4 · бяла пешка на черно поле f4 · бяла пешка на бяло поле d3 · бяла пешка на бяло поле a2 · бял офицер на черно поле d2 · бяла пешка на бяло поле g2 · бяла пешка на черно поле h2 · бял цар на черно поле g1 | черна дама на бяло поле g8 · черен цар на черно поле h8 · черна пешка на бяло поле b7 · бяла дама на черно поле e7 · черна пешка на бяло поле h7 · черна пешка на бяло поле a6 · черен офицер на черно поле b6 · черен офицер на бяло поле c6 · черна пешка на бяло поле g6 · бяла пешка на бяло поле b5 · черна пешка на бяло поле f5 · бял кон на черно поле g5 · черна пешка на черно поле d4 · бяла пешка на черно поле f4 · бяла пешка на бяло поле d3 · бяла пешка на бяло поле a2 · бял офицер на черно поле d2 · бяла пешка на бяло поле g2 · бяла пешка на черно поле h2 · бял цар на черно поле g1 | черна дама на бяло поле g8 · черен цар на черно поле h8 · черна пешка на бяло поле b7 · бяла дама на черно поле e7 · черна пешка на бяло поле h7 · черна пешка на бяло поле a6 · черен офицер на черно поле b6 · черен офицер на бяло поле c6 · черна пешка на бяло поле g6 · бяла пешка на бяло поле b5 · черна пешка на бяло поле f5 · бял кон на черно поле g5 · черна пешка на черно поле d4 · бяла пешка на черно поле f4 · бяла пешка на бяло поле d3 · бяла пешка на бяло поле a2 · бял офицер на черно поле d2 · бяла пешка на бяло поле g2 · бяла пешка на черно поле h2 · бял цар на черно поле g1 | черна дама на бяло поле g8 · черен цар на черно поле h8 · черна пешка на бяло поле b7 · бяла дама на черно поле e7 · черна пешка на бяло поле h7 · черна пешка на бяло поле a6 · черен офицер на черно поле b6 · черен офицер на бяло поле c6 · черна пешка на бяло поле g6 · бяла пешка на бяло поле b5 · черна пешка на бяло поле f5 · бял кон на черно поле g5 · черна пешка на черно поле d4 · бяла пешка на черно поле f4 · бяла пешка на бяло поле d3 · бяла пешка на бяло поле a2 · бял офицер на черно поле d2 · бяла пешка на бяло поле g2 · бяла пешка на черно поле h2 · бял цар на черно поле g1 | черна дама на бяло поле g8 · черен цар на черно поле h8 · черна пешка на бяло поле b7 · бяла дама на черно поле e7 · черна пешка на бяло поле h7 · черна пешка на бяло поле a6 · черен офицер на черно поле b6 · черен офицер на бяло поле c6 · черна пешка на бяло поле g6 · бяла пешка на бяло поле b5 · черна пешка на бяло поле f5 · бял кон на черно поле g5 · черна пешка на черно поле d4 · бяла пешка на черно поле f4 · бяла пешка на бяло поле d3 · бяла пешка на бяло поле a2 · бял офицер на черно поле d2 · бяла пешка на бяло поле g2 · бяла пешка на черно поле h2 · бял цар на черно поле g1 | черна дама на бяло поле g8 · черен цар на черно поле h8 · черна пешка на бяло поле b7 · бяла дама на черно поле e7 · черна пешка на бяло поле h7 · черна пешка на бяло поле a6 · черен офицер на черно поле b6 · черен офицер на бяло поле c6 · черна пешка на бяло поле g6 · бяла пешка на бяло поле b5 · черна пешка на бяло поле f5 · бял кон на черно поле g5 · черна пешка на черно поле d4 · бяла пешка на черно поле f4 · бяла пешка на бяло поле d3 · бяла пешка на бяло поле a2 · бял офицер на черно поле d2 · бяла пешка на бяло поле g2 · бяла пешка на черно поле h2 · бял цар на черно поле g1 | 8 |
| 7 | черна дама на бяло поле g8 · черен цар на черно поле h8 · черна пешка на бяло поле b7 · бяла дама на черно поле e7 · черна пешка на бяло поле h7 · черна пешка на бяло поле a6 · черен офицер на черно поле b6 · черен офицер на бяло поле c6 · черна пешка на бяло поле g6 · бяла пешка на бяло поле b5 · черна пешка на бяло поле f5 · бял кон на черно поле g5 · черна пешка на черно поле d4 · бяла пешка на черно поле f4 · бяла пешка на бяло поле d3 · бяла пешка на бяло поле a2 · бял офицер на черно поле d2 · бяла пешка на бяло поле g2 · бяла пешка на черно поле h2 · бял цар на черно поле g1 | черна дама на бяло поле g8 · черен цар на черно поле h8 · черна пешка на бяло поле b7 · бяла дама на черно поле e7 · черна пешка на бяло поле h7 · черна пешка на бяло поле a6 · черен офицер на черно поле b6 · черен офицер на бяло поле c6 · черна пешка на бяло поле g6 · бяла пешка на бяло поле b5 · черна пешка на бяло поле f5 · бял кон на черно поле g5 · черна пешка на черно поле d4 · бяла пешка на черно поле f4 · бяла пешка на бяло поле d3 · бяла пешка на бяло поле a2 · бял офицер на черно поле d2 · бяла пешка на бяло поле g2 · бяла пешка на черно поле h2 · бял цар на черно поле g1 | черна дама на бяло поле g8 · черен цар на черно поле h8 · черна пешка на бяло поле b7 · бяла дама на черно поле e7 · черна пешка на бяло поле h7 · черна пешка на бяло поле a6 · черен офицер на черно поле b6 · черен офицер на бяло поле c6 · черна пешка на бяло поле g6 · бяла пешка на бяло поле b5 · черна пешка на бяло поле f5 · бял кон на черно поле g5 · черна пешка на черно поле d4 · бяла пешка на черно поле f4 · бяла пешка на бяло поле d3 · бяла пешка на бяло поле a2 · бял офицер на черно поле d2 · бяла пешка на бяло поле g2 · бяла пешка на черно поле h2 · бял цар на черно поле g1 | черна дама на бяло поле g8 · черен цар на черно поле h8 · черна пешка на бяло поле b7 · бяла дама на черно поле e7 · черна пешка на бяло поле h7 · черна пешка на бяло поле a6 · черен офицер на черно поле b6 · черен офицер на бяло поле c6 · черна пешка на бяло поле g6 · бяла пешка на бяло поле b5 · черна пешка на бяло поле f5 · бял кон на черно поле g5 · черна пешка на черно поле d4 · бяла пешка на черно поле f4 · бяла пешка на бяло поле d3 · бяла пешка на бяло поле a2 · бял офицер на черно поле d2 · бяла пешка на бяло поле g2 · бяла пешка на черно поле h2 · бял цар на черно поле g1 | черна дама на бяло поле g8 · черен цар на черно поле h8 · черна пешка на бяло поле b7 · бяла дама на черно поле e7 · черна пешка на бяло поле h7 · черна пешка на бяло поле a6 · черен офицер на черно поле b6 · черен офицер на бяло поле c6 · черна пешка на бяло поле g6 · бяла пешка на бяло поле b5 · черна пешка на бяло поле f5 · бял кон на черно поле g5 · черна пешка на черно поле d4 · бяла пешка на черно поле f4 · бяла пешка на бяло поле d3 · бяла пешка на бяло поле a2 · бял офицер на черно поле d2 · бяла пешка на бяло поле g2 · бяла пешка на черно поле h2 · бял цар на черно поле g1 | черна дама на бяло поле g8 · черен цар на черно поле h8 · черна пешка на бяло поле b7 · бяла дама на черно поле e7 · черна пешка на бяло поле h7 · черна пешка на бяло поле a6 · черен офицер на черно поле b6 · черен офицер на бяло поле c6 · черна пешка на бяло поле g6 · бяла пешка на бяло поле b5 · черна пешка на бяло поле f5 · бял кон на черно поле g5 · черна пешка на черно поле d4 · бяла пешка на черно поле f4 · бяла пешка на бяло поле d3 · бяла пешка на бяло поле a2 · бял офицер на черно поле d2 · бяла пешка на бяло поле g2 · бяла пешка на черно поле h2 · бял цар на черно поле g1 | черна дама на бяло поле g8 · черен цар на черно поле h8 · черна пешка на бяло поле b7 · бяла дама на черно поле e7 · черна пешка на бяло поле h7 · черна пешка на бяло поле a6 · черен офицер на черно поле b6 · черен офицер на бяло поле c6 · черна пешка на бяло поле g6 · бяла пешка на бяло поле b5 · черна пешка на бяло поле f5 · бял кон на черно поле g5 · черна пешка на черно поле d4 · бяла пешка на черно поле f4 · бяла пешка на бяло поле d3 · бяла пешка на бяло поле a2 · бял офицер на черно поле d2 · бяла пешка на бяло поле g2 · бяла пешка на черно поле h2 · бял цар на черно поле g1 | черна дама на бяло поле g8 · черен цар на черно поле h8 · черна пешка на бяло поле b7 · бяла дама на черно поле e7 · черна пешка на бяло поле h7 · черна пешка на бяло поле a6 · черен офицер на черно поле b6 · черен офицер на бяло поле c6 · черна пешка на бяло поле g6 · бяла пешка на бяло поле b5 · черна пешка на бяло поле f5 · бял кон на черно поле g5 · черна пешка на черно поле d4 · бяла пешка на черно поле f4 · бяла пешка на бяло поле d3 · бяла пешка на бяло поле a2 · бял офицер на черно поле d2 · бяла пешка на бяло поле g2 · бяла пешка на черно поле h2 · бял цар на черно поле g1 | 7 |
| 6 | черна дама на бяло поле g8 · черен цар на черно поле h8 · черна пешка на бяло поле b7 · бяла дама на черно поле e7 · черна пешка на бяло поле h7 · черна пешка на бяло поле a6 · черен офицер на черно поле b6 · черен офицер на бяло поле c6 · черна пешка на бяло поле g6 · бяла пешка на бяло поле b5 · черна пешка на бяло поле f5 · бял кон на черно поле g5 · черна пешка на черно поле d4 · бяла пешка на черно поле f4 · бяла пешка на бяло поле d3 · бяла пешка на бяло поле a2 · бял офицер на черно поле d2 · бяла пешка на бяло поле g2 · бяла пешка на черно поле h2 · бял цар на черно поле g1 | черна дама на бяло поле g8 · черен цар на черно поле h8 · черна пешка на бяло поле b7 · бяла дама на черно поле e7 · черна пешка на бяло поле h7 · черна пешка на бяло поле a6 · черен офицер на черно поле b6 · черен офицер на бяло поле c6 · черна пешка на бяло поле g6 · бяла пешка на бяло поле b5 · черна пешка на бяло поле f5 · бял кон на черно поле g5 · черна пешка на черно поле d4 · бяла пешка на черно поле f4 · бяла пешка на бяло поле d3 · бяла пешка на бяло поле a2 · бял офицер на черно поле d2 · бяла пешка на бяло поле g2 · бяла пешка на черно поле h2 · бял цар на черно поле g1 | черна дама на бяло поле g8 · черен цар на черно поле h8 · черна пешка на бяло поле b7 · бяла дама на черно поле e7 · черна пешка на бяло поле h7 · черна пешка на бяло поле a6 · черен офицер на черно поле b6 · черен офицер на бяло поле c6 · черна пешка на бяло поле g6 · бяла пешка на бяло поле b5 · черна пешка на бяло поле f5 · бял кон на черно поле g5 · черна пешка на черно поле d4 · бяла пешка на черно поле f4 · бяла пешка на бяло поле d3 · бяла пешка на бяло поле a2 · бял офицер на черно поле d2 · бяла пешка на бяло поле g2 · бяла пешка на черно поле h2 · бял цар на черно поле g1 | черна дама на бяло поле g8 · черен цар на черно поле h8 · черна пешка на бяло поле b7 · бяла дама на черно поле e7 · черна пешка на бяло поле h7 · черна пешка на бяло поле a6 · черен офицер на черно поле b6 · черен офицер на бяло поле c6 · черна пешка на бяло поле g6 · бяла пешка на бяло поле b5 · черна пешка на бяло поле f5 · бял кон на черно поле g5 · черна пешка на черно поле d4 · бяла пешка на черно поле f4 · бяла пешка на бяло поле d3 · бяла пешка на бяло поле a2 · бял офицер на черно поле d2 · бяла пешка на бяло поле g2 · бяла пешка на черно поле h2 · бял цар на черно поле g1 | черна дама на бяло поле g8 · черен цар на черно поле h8 · черна пешка на бяло поле b7 · бяла дама на черно поле e7 · черна пешка на бяло поле h7 · черна пешка на бяло поле a6 · черен офицер на черно поле b6 · черен офицер на бяло поле c6 · черна пешка на бяло поле g6 · бяла пешка на бяло поле b5 · черна пешка на бяло поле f5 · бял кон на черно поле g5 · черна пешка на черно поле d4 · бяла пешка на черно поле f4 · бяла пешка на бяло поле d3 · бяла пешка на бяло поле a2 · бял офицер на черно поле d2 · бяла пешка на бяло поле g2 · бяла пешка на черно поле h2 · бял цар на черно поле g1 | черна дама на бяло поле g8 · черен цар на черно поле h8 · черна пешка на бяло поле b7 · бяла дама на черно поле e7 · черна пешка на бяло поле h7 · черна пешка на бяло поле a6 · черен офицер на черно поле b6 · черен офицер на бяло поле c6 · черна пешка на бяло поле g6 · бяла пешка на бяло поле b5 · черна пешка на бяло поле f5 · бял кон на черно поле g5 · черна пешка на черно поле d4 · бяла пешка на черно поле f4 · бяла пешка на бяло поле d3 · бяла пешка на бяло поле a2 · бял офицер на черно поле d2 · бяла пешка на бяло поле g2 · бяла пешка на черно поле h2 · бял цар на черно поле g1 | черна дама на бяло поле g8 · черен цар на черно поле h8 · черна пешка на бяло поле b7 · бяла дама на черно поле e7 · черна пешка на бяло поле h7 · черна пешка на бяло поле a6 · черен офицер на черно поле b6 · черен офицер на бяло поле c6 · черна пешка на бяло поле g6 · бяла пешка на бяло поле b5 · черна пешка на бяло поле f5 · бял кон на черно поле g5 · черна пешка на черно поле d4 · бяла пешка на черно поле f4 · бяла пешка на бяло поле d3 · бяла пешка на бяло поле a2 · бял офицер на черно поле d2 · бяла пешка на бяло поле g2 · бяла пешка на черно поле h2 · бял цар на черно поле g1 | черна дама на бяло поле g8 · черен цар на черно поле h8 · черна пешка на бяло поле b7 · бяла дама на черно поле e7 · черна пешка на бяло поле h7 · черна пешка на бяло поле a6 · черен офицер на черно поле b6 · черен офицер на бяло поле c6 · черна пешка на бяло поле g6 · бяла пешка на бяло поле b5 · черна пешка на бяло поле f5 · бял кон на черно поле g5 · черна пешка на черно поле d4 · бяла пешка на черно поле f4 · бяла пешка на бяло поле d3 · бяла пешка на бяло поле a2 · бял офицер на черно поле d2 · бяла пешка на бяло поле g2 · бяла пешка на черно поле h2 · бял цар на черно поле g1 | 6 |
| 5 | черна дама на бяло поле g8 · черен цар на черно поле h8 · черна пешка на бяло поле b7 · бяла дама на черно поле e7 · черна пешка на бяло поле h7 · черна пешка на бяло поле a6 · черен офицер на черно поле b6 · черен офицер на бяло поле c6 · черна пешка на бяло поле g6 · бяла пешка на бяло поле b5 · черна пешка на бяло поле f5 · бял кон на черно поле g5 · черна пешка на черно поле d4 · бяла пешка на черно поле f4 · бяла пешка на бяло поле d3 · бяла пешка на бяло поле a2 · бял офицер на черно поле d2 · бяла пешка на бяло поле g2 · бяла пешка на черно поле h2 · бял цар на черно поле g1 | черна дама на бяло поле g8 · черен цар на черно поле h8 · черна пешка на бяло поле b7 · бяла дама на черно поле e7 · черна пешка на бяло поле h7 · черна пешка на бяло поле a6 · черен офицер на черно поле b6 · черен офицер на бяло поле c6 · черна пешка на бяло поле g6 · бяла пешка на бяло поле b5 · черна пешка на бяло поле f5 · бял кон на черно поле g5 · черна пешка на черно поле d4 · бяла пешка на черно поле f4 · бяла пешка на бяло поле d3 · бяла пешка на бяло поле a2 · бял офицер на черно поле d2 · бяла пешка на бяло поле g2 · бяла пешка на черно поле h2 · бял цар на черно поле g1 | черна дама на бяло поле g8 · черен цар на черно поле h8 · черна пешка на бяло поле b7 · бяла дама на черно поле e7 · черна пешка на бяло поле h7 · черна пешка на бяло поле a6 · черен офицер на черно поле b6 · черен офицер на бяло поле c6 · черна пешка на бяло поле g6 · бяла пешка на бяло поле b5 · черна пешка на бяло поле f5 · бял кон на черно поле g5 · черна пешка на черно поле d4 · бяла пешка на черно поле f4 · бяла пешка на бяло поле d3 · бяла пешка на бяло поле a2 · бял офицер на черно поле d2 · бяла пешка на бяло поле g2 · бяла пешка на черно поле h2 · бял цар на черно поле g1 | черна дама на бяло поле g8 · черен цар на черно поле h8 · черна пешка на бяло поле b7 · бяла дама на черно поле e7 · черна пешка на бяло поле h7 · черна пешка на бяло поле a6 · черен офицер на черно поле b6 · черен офицер на бяло поле c6 · черна пешка на бяло поле g6 · бяла пешка на бяло поле b5 · черна пешка на бяло поле f5 · бял кон на черно поле g5 · черна пешка на черно поле d4 · бяла пешка на черно поле f4 · бяла пешка на бяло поле d3 · бяла пешка на бяло поле a2 · бял офицер на черно поле d2 · бяла пешка на бяло поле g2 · бяла пешка на черно поле h2 · бял цар на черно поле g1 | черна дама на бяло поле g8 · черен цар на черно поле h8 · черна пешка на бяло поле b7 · бяла дама на черно поле e7 · черна пешка на бяло поле h7 · черна пешка на бяло поле a6 · черен офицер на черно поле b6 · черен офицер на бяло поле c6 · черна пешка на бяло поле g6 · бяла пешка на бяло поле b5 · черна пешка на бяло поле f5 · бял кон на черно поле g5 · черна пешка на черно поле d4 · бяла пешка на черно поле f4 · бяла пешка на бяло поле d3 · бяла пешка на бяло поле a2 · бял офицер на черно поле d2 · бяла пешка на бяло поле g2 · бяла пешка на черно поле h2 · бял цар на черно поле g1 | черна дама на бяло поле g8 · черен цар на черно поле h8 · черна пешка на бяло поле b7 · бяла дама на черно поле e7 · черна пешка на бяло поле h7 · черна пешка на бяло поле a6 · черен офицер на черно поле b6 · черен офицер на бяло поле c6 · черна пешка на бяло поле g6 · бяла пешка на бяло поле b5 · черна пешка на бяло поле f5 · бял кон на черно поле g5 · черна пешка на черно поле d4 · бяла пешка на черно поле f4 · бяла пешка на бяло поле d3 · бяла пешка на бяло поле a2 · бял офицер на черно поле d2 · бяла пешка на бяло поле g2 · бяла пешка на черно поле h2 · бял цар на черно поле g1 | черна дама на бяло поле g8 · черен цар на черно поле h8 · черна пешка на бяло поле b7 · бяла дама на черно поле e7 · черна пешка на бяло поле h7 · черна пешка на бяло поле a6 · черен офицер на черно поле b6 · черен офицер на бяло поле c6 · черна пешка на бяло поле g6 · бяла пешка на бяло поле b5 · черна пешка на бяло поле f5 · бял кон на черно поле g5 · черна пешка на черно поле d4 · бяла пешка на черно поле f4 · бяла пешка на бяло поле d3 · бяла пешка на бяло поле a2 · бял офицер на черно поле d2 · бяла пешка на бяло поле g2 · бяла пешка на черно поле h2 · бял цар на черно поле g1 | черна дама на бяло поле g8 · черен цар на черно поле h8 · черна пешка на бяло поле b7 · бяла дама на черно поле e7 · черна пешка на бяло поле h7 · черна пешка на бяло поле a6 · черен офицер на черно поле b6 · черен офицер на бяло поле c6 · черна пешка на бяло поле g6 · бяла пешка на бяло поле b5 · черна пешка на бяло поле f5 · бял кон на черно поле g5 · черна пешка на черно поле d4 · бяла пешка на черно поле f4 · бяла пешка на бяло поле d3 · бяла пешка на бяло поле a2 · бял офицер на черно поле d2 · бяла пешка на бяло поле g2 · бяла пешка на черно поле h2 · бял цар на черно поле g1 | 5 |
| 4 | черна дама на бяло поле g8 · черен цар на черно поле h8 · черна пешка на бяло поле b7 · бяла дама на черно поле e7 · черна пешка на бяло поле h7 · черна пешка на бяло поле a6 · черен офицер на черно поле b6 · черен офицер на бяло поле c6 · черна пешка на бяло поле g6 · бяла пешка на бяло поле b5 · черна пешка на бяло поле f5 · бял кон на черно поле g5 · черна пешка на черно поле d4 · бяла пешка на черно поле f4 · бяла пешка на бяло поле d3 · бяла пешка на бяло поле a2 · бял офицер на черно поле d2 · бяла пешка на бяло поле g2 · бяла пешка на черно поле h2 · бял цар на черно поле g1 | черна дама на бяло поле g8 · черен цар на черно поле h8 · черна пешка на бяло поле b7 · бяла дама на черно поле e7 · черна пешка на бяло поле h7 · черна пешка на бяло поле a6 · черен офицер на черно поле b6 · черен офицер на бяло поле c6 · черна пешка на бяло поле g6 · бяла пешка на бяло поле b5 · черна пешка на бяло поле f5 · бял кон на черно поле g5 · черна пешка на черно поле d4 · бяла пешка на черно поле f4 · бяла пешка на бяло поле d3 · бяла пешка на бяло поле a2 · бял офицер на черно поле d2 · бяла пешка на бяло поле g2 · бяла пешка на черно поле h2 · бял цар на черно поле g1 | черна дама на бяло поле g8 · черен цар на черно поле h8 · черна пешка на бяло поле b7 · бяла дама на черно поле e7 · черна пешка на бяло поле h7 · черна пешка на бяло поле a6 · черен офицер на черно поле b6 · черен офицер на бяло поле c6 · черна пешка на бяло поле g6 · бяла пешка на бяло поле b5 · черна пешка на бяло поле f5 · бял кон на черно поле g5 · черна пешка на черно поле d4 · бяла пешка на черно поле f4 · бяла пешка на бяло поле d3 · бяла пешка на бяло поле a2 · бял офицер на черно поле d2 · бяла пешка на бяло поле g2 · бяла пешка на черно поле h2 · бял цар на черно поле g1 | черна дама на бяло поле g8 · черен цар на черно поле h8 · черна пешка на бяло поле b7 · бяла дама на черно поле e7 · черна пешка на бяло поле h7 · черна пешка на бяло поле a6 · черен офицер на черно поле b6 · черен офицер на бяло поле c6 · черна пешка на бяло поле g6 · бяла пешка на бяло поле b5 · черна пешка на бяло поле f5 · бял кон на черно поле g5 · черна пешка на черно поле d4 · бяла пешка на черно поле f4 · бяла пешка на бяло поле d3 · бяла пешка на бяло поле a2 · бял офицер на черно поле d2 · бяла пешка на бяло поле g2 · бяла пешка на черно поле h2 · бял цар на черно поле g1 | черна дама на бяло поле g8 · черен цар на черно поле h8 · черна пешка на бяло поле b7 · бяла дама на черно поле e7 · черна пешка на бяло поле h7 · черна пешка на бяло поле a6 · черен офицер на черно поле b6 · черен офицер на бяло поле c6 · черна пешка на бяло поле g6 · бяла пешка на бяло поле b5 · черна пешка на бяло поле f5 · бял кон на черно поле g5 · черна пешка на черно поле d4 · бяла пешка на черно поле f4 · бяла пешка на бяло поле d3 · бяла пешка на бяло поле a2 · бял офицер на черно поле d2 · бяла пешка на бяло поле g2 · бяла пешка на черно поле h2 · бял цар на черно поле g1 | черна дама на бяло поле g8 · черен цар на черно поле h8 · черна пешка на бяло поле b7 · бяла дама на черно поле e7 · черна пешка на бяло поле h7 · черна пешка на бяло поле a6 · черен офицер на черно поле b6 · черен офицер на бяло поле c6 · черна пешка на бяло поле g6 · бяла пешка на бяло поле b5 · черна пешка на бяло поле f5 · бял кон на черно поле g5 · черна пешка на черно поле d4 · бяла пешка на черно поле f4 · бяла пешка на бяло поле d3 · бяла пешка на бяло поле a2 · бял офицер на черно поле d2 · бяла пешка на бяло поле g2 · бяла пешка на черно поле h2 · бял цар на черно поле g1 | черна дама на бяло поле g8 · черен цар на черно поле h8 · черна пешка на бяло поле b7 · бяла дама на черно поле e7 · черна пешка на бяло поле h7 · черна пешка на бяло поле a6 · черен офицер на черно поле b6 · черен офицер на бяло поле c6 · черна пешка на бяло поле g6 · бяла пешка на бяло поле b5 · черна пешка на бяло поле f5 · бял кон на черно поле g5 · черна пешка на черно поле d4 · бяла пешка на черно поле f4 · бяла пешка на бяло поле d3 · бяла пешка на бяло поле a2 · бял офицер на черно поле d2 · бяла пешка на бяло поле g2 · бяла пешка на черно поле h2 · бял цар на черно поле g1 | черна дама на бяло поле g8 · черен цар на черно поле h8 · черна пешка на бяло поле b7 · бяла дама на черно поле e7 · черна пешка на бяло поле h7 · черна пешка на бяло поле a6 · черен офицер на черно поле b6 · черен офицер на бяло поле c6 · черна пешка на бяло поле g6 · бяла пешка на бяло поле b5 · черна пешка на бяло поле f5 · бял кон на черно поле g5 · черна пешка на черно поле d4 · бяла пешка на черно поле f4 · бяла пешка на бяло поле d3 · бяла пешка на бяло поле a2 · бял офицер на черно поле d2 · бяла пешка на бяло поле g2 · бяла пешка на черно поле h2 · бял цар на черно поле g1 | 4 |
| 3 | черна дама на бяло поле g8 · черен цар на черно поле h8 · черна пешка на бяло поле b7 · бяла дама на черно поле e7 · черна пешка на бяло поле h7 · черна пешка на бяло поле a6 · черен офицер на черно поле b6 · черен офицер на бяло поле c6 · черна пешка на бяло поле g6 · бяла пешка на бяло поле b5 · черна пешка на бяло поле f5 · бял кон на черно поле g5 · черна пешка на черно поле d4 · бяла пешка на черно поле f4 · бяла пешка на бяло поле d3 · бяла пешка на бяло поле a2 · бял офицер на черно поле d2 · бяла пешка на бяло поле g2 · бяла пешка на черно поле h2 · бял цар на черно поле g1 | черна дама на бяло поле g8 · черен цар на черно поле h8 · черна пешка на бяло поле b7 · бяла дама на черно поле e7 · черна пешка на бяло поле h7 · черна пешка на бяло поле a6 · черен офицер на черно поле b6 · черен офицер на бяло поле c6 · черна пешка на бяло поле g6 · бяла пешка на бяло поле b5 · черна пешка на бяло поле f5 · бял кон на черно поле g5 · черна пешка на черно поле d4 · бяла пешка на черно поле f4 · бяла пешка на бяло поле d3 · бяла пешка на бяло поле a2 · бял офицер на черно поле d2 · бяла пешка на бяло поле g2 · бяла пешка на черно поле h2 · бял цар на черно поле g1 | черна дама на бяло поле g8 · черен цар на черно поле h8 · черна пешка на бяло поле b7 · бяла дама на черно поле e7 · черна пешка на бяло поле h7 · черна пешка на бяло поле a6 · черен офицер на черно поле b6 · черен офицер на бяло поле c6 · черна пешка на бяло поле g6 · бяла пешка на бяло поле b5 · черна пешка на бяло поле f5 · бял кон на черно поле g5 · черна пешка на черно поле d4 · бяла пешка на черно поле f4 · бяла пешка на бяло поле d3 · бяла пешка на бяло поле a2 · бял офицер на черно поле d2 · бяла пешка на бяло поле g2 · бяла пешка на черно поле h2 · бял цар на черно поле g1 | черна дама на бяло поле g8 · черен цар на черно поле h8 · черна пешка на бяло поле b7 · бяла дама на черно поле e7 · черна пешка на бяло поле h7 · черна пешка на бяло поле a6 · черен офицер на черно поле b6 · черен офицер на бяло поле c6 · черна пешка на бяло поле g6 · бяла пешка на бяло поле b5 · черна пешка на бяло поле f5 · бял кон на черно поле g5 · черна пешка на черно поле d4 · бяла пешка на черно поле f4 · бяла пешка на бяло поле d3 · бяла пешка на бяло поле a2 · бял офицер на черно поле d2 · бяла пешка на бяло поле g2 · бяла пешка на черно поле h2 · бял цар на черно поле g1 | черна дама на бяло поле g8 · черен цар на черно поле h8 · черна пешка на бяло поле b7 · бяла дама на черно поле e7 · черна пешка на бяло поле h7 · черна пешка на бяло поле a6 · черен офицер на черно поле b6 · черен офицер на бяло поле c6 · черна пешка на бяло поле g6 · бяла пешка на бяло поле b5 · черна пешка на бяло поле f5 · бял кон на черно поле g5 · черна пешка на черно поле d4 · бяла пешка на черно поле f4 · бяла пешка на бяло поле d3 · бяла пешка на бяло поле a2 · бял офицер на черно поле d2 · бяла пешка на бяло поле g2 · бяла пешка на черно поле h2 · бял цар на черно поле g1 | черна дама на бяло поле g8 · черен цар на черно поле h8 · черна пешка на бяло поле b7 · бяла дама на черно поле e7 · черна пешка на бяло поле h7 · черна пешка на бяло поле a6 · черен офицер на черно поле b6 · черен офицер на бяло поле c6 · черна пешка на бяло поле g6 · бяла пешка на бяло поле b5 · черна пешка на бяло поле f5 · бял кон на черно поле g5 · черна пешка на черно поле d4 · бяла пешка на черно поле f4 · бяла пешка на бяло поле d3 · бяла пешка на бяло поле a2 · бял офицер на черно поле d2 · бяла пешка на бяло поле g2 · бяла пешка на черно поле h2 · бял цар на черно поле g1 | черна дама на бяло поле g8 · черен цар на черно поле h8 · черна пешка на бяло поле b7 · бяла дама на черно поле e7 · черна пешка на бяло поле h7 · черна пешка на бяло поле a6 · черен офицер на черно поле b6 · черен офицер на бяло поле c6 · черна пешка на бяло поле g6 · бяла пешка на бяло поле b5 · черна пешка на бяло поле f5 · бял кон на черно поле g5 · черна пешка на черно поле d4 · бяла пешка на черно поле f4 · бяла пешка на бяло поле d3 · бяла пешка на бяло поле a2 · бял офицер на черно поле d2 · бяла пешка на бяло поле g2 · бяла пешка на черно поле h2 · бял цар на черно поле g1 | черна дама на бяло поле g8 · черен цар на черно поле h8 · черна пешка на бяло поле b7 · бяла дама на черно поле e7 · черна пешка на бяло поле h7 · черна пешка на бяло поле a6 · черен офицер на черно поле b6 · черен офицер на бяло поле c6 · черна пешка на бяло поле g6 · бяла пешка на бяло поле b5 · черна пешка на бяло поле f5 · бял кон на черно поле g5 · черна пешка на черно поле d4 · бяла пешка на черно поле f4 · бяла пешка на бяло поле d3 · бяла пешка на бяло поле a2 · бял офицер на черно поле d2 · бяла пешка на бяло поле g2 · бяла пешка на черно поле h2 · бял цар на черно поле g1 | 3 |
| 2 | черна дама на бяло поле g8 · черен цар на черно поле h8 · черна пешка на бяло поле b7 · бяла дама на черно поле e7 · черна пешка на бяло поле h7 · черна пешка на бяло поле a6 · черен офицер на черно поле b6 · черен офицер на бяло поле c6 · черна пешка на бяло поле g6 · бяла пешка на бяло поле b5 · черна пешка на бяло поле f5 · бял кон на черно поле g5 · черна пешка на черно поле d4 · бяла пешка на черно поле f4 · бяла пешка на бяло поле d3 · бяла пешка на бяло поле a2 · бял офицер на черно поле d2 · бяла пешка на бяло поле g2 · бяла пешка на черно поле h2 · бял цар на черно поле g1 | черна дама на бяло поле g8 · черен цар на черно поле h8 · черна пешка на бяло поле b7 · бяла дама на черно поле e7 · черна пешка на бяло поле h7 · черна пешка на бяло поле a6 · черен офицер на черно поле b6 · черен офицер на бяло поле c6 · черна пешка на бяло поле g6 · бяла пешка на бяло поле b5 · черна пешка на бяло поле f5 · бял кон на черно поле g5 · черна пешка на черно поле d4 · бяла пешка на черно поле f4 · бяла пешка на бяло поле d3 · бяла пешка на бяло поле a2 · бял офицер на черно поле d2 · бяла пешка на бяло поле g2 · бяла пешка на черно поле h2 · бял цар на черно поле g1 | черна дама на бяло поле g8 · черен цар на черно поле h8 · черна пешка на бяло поле b7 · бяла дама на черно поле e7 · черна пешка на бяло поле h7 · черна пешка на бяло поле a6 · черен офицер на черно поле b6 · черен офицер на бяло поле c6 · черна пешка на бяло поле g6 · бяла пешка на бяло поле b5 · черна пешка на бяло поле f5 · бял кон на черно поле g5 · черна пешка на черно поле d4 · бяла пешка на черно поле f4 · бяла пешка на бяло поле d3 · бяла пешка на бяло поле a2 · бял офицер на черно поле d2 · бяла пешка на бяло поле g2 · бяла пешка на черно поле h2 · бял цар на черно поле g1 | черна дама на бяло поле g8 · черен цар на черно поле h8 · черна пешка на бяло поле b7 · бяла дама на черно поле e7 · черна пешка на бяло поле h7 · черна пешка на бяло поле a6 · черен офицер на черно поле b6 · черен офицер на бяло поле c6 · черна пешка на бяло поле g6 · бяла пешка на бяло поле b5 · черна пешка на бяло поле f5 · бял кон на черно поле g5 · черна пешка на черно поле d4 · бяла пешка на черно поле f4 · бяла пешка на бяло поле d3 · бяла пешка на бяло поле a2 · бял офицер на черно поле d2 · бяла пешка на бяло поле g2 · бяла пешка на черно поле h2 · бял цар на черно поле g1 | черна дама на бяло поле g8 · черен цар на черно поле h8 · черна пешка на бяло поле b7 · бяла дама на черно поле e7 · черна пешка на бяло поле h7 · черна пешка на бяло поле a6 · черен офицер на черно поле b6 · черен офицер на бяло поле c6 · черна пешка на бяло поле g6 · бяла пешка на бяло поле b5 · черна пешка на бяло поле f5 · бял кон на черно поле g5 · черна пешка на черно поле d4 · бяла пешка на черно поле f4 · бяла пешка на бяло поле d3 · бяла пешка на бяло поле a2 · бял офицер на черно поле d2 · бяла пешка на бяло поле g2 · бяла пешка на черно поле h2 · бял цар на черно поле g1 | черна дама на бяло поле g8 · черен цар на черно поле h8 · черна пешка на бяло поле b7 · бяла дама на черно поле e7 · черна пешка на бяло поле h7 · черна пешка на бяло поле a6 · черен офицер на черно поле b6 · черен офицер на бяло поле c6 · черна пешка на бяло поле g6 · бяла пешка на бяло поле b5 · черна пешка на бяло поле f5 · бял кон на черно поле g5 · черна пешка на черно поле d4 · бяла пешка на черно поле f4 · бяла пешка на бяло поле d3 · бяла пешка на бяло поле a2 · бял офицер на черно поле d2 · бяла пешка на бяло поле g2 · бяла пешка на черно поле h2 · бял цар на черно поле g1 | черна дама на бяло поле g8 · черен цар на черно поле h8 · черна пешка на бяло поле b7 · бяла дама на черно поле e7 · черна пешка на бяло поле h7 · черна пешка на бяло поле a6 · черен офицер на черно поле b6 · черен офицер на бяло поле c6 · черна пешка на бяло поле g6 · бяла пешка на бяло поле b5 · черна пешка на бяло поле f5 · бял кон на черно поле g5 · черна пешка на черно поле d4 · бяла пешка на черно поле f4 · бяла пешка на бяло поле d3 · бяла пешка на бяло поле a2 · бял офицер на черно поле d2 · бяла пешка на бяло поле g2 · бяла пешка на черно поле h2 · бял цар на черно поле g1 | черна дама на бяло поле g8 · черен цар на черно поле h8 · черна пешка на бяло поле b7 · бяла дама на черно поле e7 · черна пешка на бяло поле h7 · черна пешка на бяло поле a6 · черен офицер на черно поле b6 · черен офицер на бяло поле c6 · черна пешка на бяло поле g6 · бяла пешка на бяло поле b5 · черна пешка на бяло поле f5 · бял кон на черно поле g5 · черна пешка на черно поле d4 · бяла пешка на черно поле f4 · бяла пешка на бяло поле d3 · бяла пешка на бяло поле a2 · бял офицер на черно поле d2 · бяла пешка на бяло поле g2 · бяла пешка на черно поле h2 · бял цар на черно поле g1 | 2 |
| 1 | черна дама на бяло поле g8 · черен цар на черно поле h8 · черна пешка на бяло поле b7 · бяла дама на черно поле e7 · черна пешка на бяло поле h7 · черна пешка на бяло поле a6 · черен офицер на черно поле b6 · черен офицер на бяло поле c6 · черна пешка на бяло поле g6 · бяла пешка на бяло поле b5 · черна пешка на бяло поле f5 · бял кон на черно поле g5 · черна пешка на черно поле d4 · бяла пешка на черно поле f4 · бяла пешка на бяло поле d3 · бяла пешка на бяло поле a2 · бял офицер на черно поле d2 · бяла пешка на бяло поле g2 · бяла пешка на черно поле h2 · бял цар на черно поле g1 | черна дама на бяло поле g8 · черен цар на черно поле h8 · черна пешка на бяло поле b7 · бяла дама на черно поле e7 · черна пешка на бяло поле h7 · черна пешка на бяло поле a6 · черен офицер на черно поле b6 · черен офицер на бяло поле c6 · черна пешка на бяло поле g6 · бяла пешка на бяло поле b5 · черна пешка на бяло поле f5 · бял кон на черно поле g5 · черна пешка на черно поле d4 · бяла пешка на черно поле f4 · бяла пешка на бяло поле d3 · бяла пешка на бяло поле a2 · бял офицер на черно поле d2 · бяла пешка на бяло поле g2 · бяла пешка на черно поле h2 · бял цар на черно поле g1 | черна дама на бяло поле g8 · черен цар на черно поле h8 · черна пешка на бяло поле b7 · бяла дама на черно поле e7 · черна пешка на бяло поле h7 · черна пешка на бяло поле a6 · черен офицер на черно поле b6 · черен офицер на бяло поле c6 · черна пешка на бяло поле g6 · бяла пешка на бяло поле b5 · черна пешка на бяло поле f5 · бял кон на черно поле g5 · черна пешка на черно поле d4 · бяла пешка на черно поле f4 · бяла пешка на бяло поле d3 · бяла пешка на бяло поле a2 · бял офицер на черно поле d2 · бяла пешка на бяло поле g2 · бяла пешка на черно поле h2 · бял цар на черно поле g1 | черна дама на бяло поле g8 · черен цар на черно поле h8 · черна пешка на бяло поле b7 · бяла дама на черно поле e7 · черна пешка на бяло поле h7 · черна пешка на бяло поле a6 · черен офицер на черно поле b6 · черен офицер на бяло поле c6 · черна пешка на бяло поле g6 · бяла пешка на бяло поле b5 · черна пешка на бяло поле f5 · бял кон на черно поле g5 · черна пешка на черно поле d4 · бяла пешка на черно поле f4 · бяла пешка на бяло поле d3 · бяла пешка на бяло поле a2 · бял офицер на черно поле d2 · бяла пешка на бяло поле g2 · бяла пешка на черно поле h2 · бял цар на черно поле g1 | черна дама на бяло поле g8 · черен цар на черно поле h8 · черна пешка на бяло поле b7 · бяла дама на черно поле e7 · черна пешка на бяло поле h7 · черна пешка на бяло поле a6 · черен офицер на черно поле b6 · черен офицер на бяло поле c6 · черна пешка на бяло поле g6 · бяла пешка на бяло поле b5 · черна пешка на бяло поле f5 · бял кон на черно поле g5 · черна пешка на черно поле d4 · бяла пешка на черно поле f4 · бяла пешка на бяло поле d3 · бяла пешка на бяло поле a2 · бял офицер на черно поле d2 · бяла пешка на бяло поле g2 · бяла пешка на черно поле h2 · бял цар на черно поле g1 | черна дама на бяло поле g8 · черен цар на черно поле h8 · черна пешка на бяло поле b7 · бяла дама на черно поле e7 · черна пешка на бяло поле h7 · черна пешка на бяло поле a6 · черен офицер на черно поле b6 · черен офицер на бяло поле c6 · черна пешка на бяло поле g6 · бяла пешка на бяло поле b5 · черна пешка на бяло поле f5 · бял кон на черно поле g5 · черна пешка на черно поле d4 · бяла пешка на черно поле f4 · бяла пешка на бяло поле d3 · бяла пешка на бяло поле a2 · бял офицер на черно поле d2 · бяла пешка на бяло поле g2 · бяла пешка на черно поле h2 · бял цар на черно поле g1 | черна дама на бяло поле g8 · черен цар на черно поле h8 · черна пешка на бяло поле b7 · бяла дама на черно поле e7 · черна пешка на бяло поле h7 · черна пешка на бяло поле a6 · черен офицер на черно поле b6 · черен офицер на бяло поле c6 · черна пешка на бяло поле g6 · бяла пешка на бяло поле b5 · черна пешка на бяло поле f5 · бял кон на черно поле g5 · черна пешка на черно поле d4 · бяла пешка на черно поле f4 · бяла пешка на бяло поле d3 · бяла пешка на бяло поле a2 · бял офицер на черно поле d2 · бяла пешка на бяло поле g2 · бяла пешка на черно поле h2 · бял цар на черно поле g1 | черна дама на бяло поле g8 · черен цар на черно поле h8 · черна пешка на бяло поле b7 · бяла дама на черно поле e7 · черна пешка на бяло поле h7 · черна пешка на бяло поле a6 · черен офицер на черно поле b6 · черен офицер на бяло поле c6 · черна пешка на бяло поле g6 · бяла пешка на бяло поле b5 · черна пешка на бяло поле f5 · бял кон на черно поле g5 · черна пешка на черно поле d4 · бяла пешка на черно поле f4 · бяла пешка на бяло поле d3 · бяла пешка на бяло поле a2 · бял офицер на черно поле d2 · бяла пешка на бяло поле g2 · бяла пешка на черно поле h2 · бял цар на черно поле g1 | 1 |
|   | a | b | c | d | e | f | g | h |   |

## Избрани партии
1. Арон Нимцович – Акиба Рубинщайн 1 – 0
V кръг от турнир в Дрезден, 9 април 1926

Английско начало: симетричен вариант на трите коня А34

1. c4 c5 2. Kf3 Kf6 3. Kc3 d5 4. c:d5 K:d5 5. e4 Kb4 6. Oc4 e6 7. 0 – 0 K8c6 8. d3 Kd4 9. K:d4 c:d4 10. Ke2 a6 11. Kg3 Od6 12. f4 0 – 0 13. Дf3 Цh8 14. Od2 f5 15. Tae1 Kc6 16. Te2 Дс7 17. e:d5 e:f5 18. Kh1!! Прекрасна идея. Белите имат предвид маневрата Кh1-f2-h3-g5, съвместно с Дh5, като метод за атака на позицията на черния цар. 18. ... Od7 19. Kf2 Tae8 20. Tfe1 T:e2 21. T:e2 Kd8 22. Kh3 Oc6 23. Дh5 g6 24. Дh4 Цg7 25. Дf2! Още една блестяща идея. Заплахата за пионката d принуждава черните дама да оттеглят дамата или офицера от защитата на своя цар. 25. Ос5 26. b4 Ob6 27. Дh4 Обратно назад и с удвоена сила. 28. ... Те8 Или 27. ... Тf6 28. Kg5 h6 29. Kh7 +-. 29. Te5! Kf7 Ако 28. ... T:e5 29. f:e5 Д:e5 30. Дh6+ или 28. ... h6 29. g4 h:g4 30. f5 Д:e5 31. f6+ Д:f6 32. Д:h6Х. Тези красиви вариации са само индикация за видяното от Нимцович. 29. O:f7 Д:f7 30. Kg5 Дg8 31. T:e8 O:e8 32. Де1! Решителна промяна на фронта. 32. ... Oc6 33. Де7+ Цh8 34. b5!! (диаграма 2).
|   | a | b | c | d | e | f | g | h |   |
| 8 | черен офицер на черно поле e7 · черна пешка на бяло поле a6 · бял кон на черно поле b6 · черен цар на бяло поле e6 · черна пешка на черно поле h6 · черна пешка на черно поле c5 · бял офицер на черно поле e5 · черна пешка на бяло поле f5 · бяла пешка на бяло поле h5 · черна пешка на черно поле d4 · бяла пешка на черно поле f4 · черна пешка на бяло поле g4 · бяла пешка на бяло поле d3 · бяла пешка на черно поле g3 · бяла пешка на бяло поле a2 · бял цар на черно поле g1 | черен офицер на черно поле e7 · черна пешка на бяло поле a6 · бял кон на черно поле b6 · черен цар на бяло поле e6 · черна пешка на черно поле h6 · черна пешка на черно поле c5 · бял офицер на черно поле e5 · черна пешка на бяло поле f5 · бяла пешка на бяло поле h5 · черна пешка на черно поле d4 · бяла пешка на черно поле f4 · черна пешка на бяло поле g4 · бяла пешка на бяло поле d3 · бяла пешка на черно поле g3 · бяла пешка на бяло поле a2 · бял цар на черно поле g1 | черен офицер на черно поле e7 · черна пешка на бяло поле a6 · бял кон на черно поле b6 · черен цар на бяло поле e6 · черна пешка на черно поле h6 · черна пешка на черно поле c5 · бял офицер на черно поле e5 · черна пешка на бяло поле f5 · бяла пешка на бяло поле h5 · черна пешка на черно поле d4 · бяла пешка на черно поле f4 · черна пешка на бяло поле g4 · бяла пешка на бяло поле d3 · бяла пешка на черно поле g3 · бяла пешка на бяло поле a2 · бял цар на черно поле g1 | черен офицер на черно поле e7 · черна пешка на бяло поле a6 · бял кон на черно поле b6 · черен цар на бяло поле e6 · черна пешка на черно поле h6 · черна пешка на черно поле c5 · бял офицер на черно поле e5 · черна пешка на бяло поле f5 · бяла пешка на бяло поле h5 · черна пешка на черно поле d4 · бяла пешка на черно поле f4 · черна пешка на бяло поле g4 · бяла пешка на бяло поле d3 · бяла пешка на черно поле g3 · бяла пешка на бяло поле a2 · бял цар на черно поле g1 | черен офицер на черно поле e7 · черна пешка на бяло поле a6 · бял кон на черно поле b6 · черен цар на бяло поле e6 · черна пешка на черно поле h6 · черна пешка на черно поле c5 · бял офицер на черно поле e5 · черна пешка на бяло поле f5 · бяла пешка на бяло поле h5 · черна пешка на черно поле d4 · бяла пешка на черно поле f4 · черна пешка на бяло поле g4 · бяла пешка на бяло поле d3 · бяла пешка на черно поле g3 · бяла пешка на бяло поле a2 · бял цар на черно поле g1 | черен офицер на черно поле e7 · черна пешка на бяло поле a6 · бял кон на черно поле b6 · черен цар на бяло поле e6 · черна пешка на черно поле h6 · черна пешка на черно поле c5 · бял офицер на черно поле e5 · черна пешка на бяло поле f5 · бяла пешка на бяло поле h5 · черна пешка на черно поле d4 · бяла пешка на черно поле f4 · черна пешка на бяло поле g4 · бяла пешка на бяло поле d3 · бяла пешка на черно поле g3 · бяла пешка на бяло поле a2 · бял цар на черно поле g1 | черен офицер на черно поле e7 · черна пешка на бяло поле a6 · бял кон на черно поле b6 · черен цар на бяло поле e6 · черна пешка на черно поле h6 · черна пешка на черно поле c5 · бял офицер на черно поле e5 · черна пешка на бяло поле f5 · бяла пешка на бяло поле h5 · черна пешка на черно поле d4 · бяла пешка на черно поле f4 · черна пешка на бяло поле g4 · бяла пешка на бяло поле d3 · бяла пешка на черно поле g3 · бяла пешка на бяло поле a2 · бял цар на черно поле g1 | черен офицер на черно поле e7 · черна пешка на бяло поле a6 · бял кон на черно поле b6 · черен цар на бяло поле e6 · черна пешка на черно поле h6 · черна пешка на черно поле c5 · бял офицер на черно поле e5 · черна пешка на бяло поле f5 · бяла пешка на бяло поле h5 · черна пешка на черно поле d4 · бяла пешка на черно поле f4 · черна пешка на бяло поле g4 · бяла пешка на бяло поле d3 · бяла пешка на черно поле g3 · бяла пешка на бяло поле a2 · бял цар на черно поле g1 | 8 |
| 7 | черен офицер на черно поле e7 · черна пешка на бяло поле a6 · бял кон на черно поле b6 · черен цар на бяло поле e6 · черна пешка на черно поле h6 · черна пешка на черно поле c5 · бял офицер на черно поле e5 · черна пешка на бяло поле f5 · бяла пешка на бяло поле h5 · черна пешка на черно поле d4 · бяла пешка на черно поле f4 · черна пешка на бяло поле g4 · бяла пешка на бяло поле d3 · бяла пешка на черно поле g3 · бяла пешка на бяло поле a2 · бял цар на черно поле g1 | черен офицер на черно поле e7 · черна пешка на бяло поле a6 · бял кон на черно поле b6 · черен цар на бяло поле e6 · черна пешка на черно поле h6 · черна пешка на черно поле c5 · бял офицер на черно поле e5 · черна пешка на бяло поле f5 · бяла пешка на бяло поле h5 · черна пешка на черно поле d4 · бяла пешка на черно поле f4 · черна пешка на бяло поле g4 · бяла пешка на бяло поле d3 · бяла пешка на черно поле g3 · бяла пешка на бяло поле a2 · бял цар на черно поле g1 | черен офицер на черно поле e7 · черна пешка на бяло поле a6 · бял кон на черно поле b6 · черен цар на бяло поле e6 · черна пешка на черно поле h6 · черна пешка на черно поле c5 · бял офицер на черно поле e5 · черна пешка на бяло поле f5 · бяла пешка на бяло поле h5 · черна пешка на черно поле d4 · бяла пешка на черно поле f4 · черна пешка на бяло поле g4 · бяла пешка на бяло поле d3 · бяла пешка на черно поле g3 · бяла пешка на бяло поле a2 · бял цар на черно поле g1 | черен офицер на черно поле e7 · черна пешка на бяло поле a6 · бял кон на черно поле b6 · черен цар на бяло поле e6 · черна пешка на черно поле h6 · черна пешка на черно поле c5 · бял офицер на черно поле e5 · черна пешка на бяло поле f5 · бяла пешка на бяло поле h5 · черна пешка на черно поле d4 · бяла пешка на черно поле f4 · черна пешка на бяло поле g4 · бяла пешка на бяло поле d3 · бяла пешка на черно поле g3 · бяла пешка на бяло поле a2 · бял цар на черно поле g1 | черен офицер на черно поле e7 · черна пешка на бяло поле a6 · бял кон на черно поле b6 · черен цар на бяло поле e6 · черна пешка на черно поле h6 · черна пешка на черно поле c5 · бял офицер на черно поле e5 · черна пешка на бяло поле f5 · бяла пешка на бяло поле h5 · черна пешка на черно поле d4 · бяла пешка на черно поле f4 · черна пешка на бяло поле g4 · бяла пешка на бяло поле d3 · бяла пешка на черно поле g3 · бяла пешка на бяло поле a2 · бял цар на черно поле g1 | черен офицер на черно поле e7 · черна пешка на бяло поле a6 · бял кон на черно поле b6 · черен цар на бяло поле e6 · черна пешка на черно поле h6 · черна пешка на черно поле c5 · бял офицер на черно поле e5 · черна пешка на бяло поле f5 · бяла пешка на бяло поле h5 · черна пешка на черно поле d4 · бяла пешка на черно поле f4 · черна пешка на бяло поле g4 · бяла пешка на бяло поле d3 · бяла пешка на черно поле g3 · бяла пешка на бяло поле a2 · бял цар на черно поле g1 | черен офицер на черно поле e7 · черна пешка на бяло поле a6 · бял кон на черно поле b6 · черен цар на бяло поле e6 · черна пешка на черно поле h6 · черна пешка на черно поле c5 · бял офицер на черно поле e5 · черна пешка на бяло поле f5 · бяла пешка на бяло поле h5 · черна пешка на черно поле d4 · бяла пешка на черно поле f4 · черна пешка на бяло поле g4 · бяла пешка на бяло поле d3 · бяла пешка на черно поле g3 · бяла пешка на бяло поле a2 · бял цар на черно поле g1 | черен офицер на черно поле e7 · черна пешка на бяло поле a6 · бял кон на черно поле b6 · черен цар на бяло поле e6 · черна пешка на черно поле h6 · черна пешка на черно поле c5 · бял офицер на черно поле e5 · черна пешка на бяло поле f5 · бяла пешка на бяло поле h5 · черна пешка на черно поле d4 · бяла пешка на черно поле f4 · черна пешка на бяло поле g4 · бяла пешка на бяло поле d3 · бяла пешка на черно поле g3 · бяла пешка на бяло поле a2 · бял цар на черно поле g1 | 7 |
| 6 | черен офицер на черно поле e7 · черна пешка на бяло поле a6 · бял кон на черно поле b6 · черен цар на бяло поле e6 · черна пешка на черно поле h6 · черна пешка на черно поле c5 · бял офицер на черно поле e5 · черна пешка на бяло поле f5 · бяла пешка на бяло поле h5 · черна пешка на черно поле d4 · бяла пешка на черно поле f4 · черна пешка на бяло поле g4 · бяла пешка на бяло поле d3 · бяла пешка на черно поле g3 · бяла пешка на бяло поле a2 · бял цар на черно поле g1 | черен офицер на черно поле e7 · черна пешка на бяло поле a6 · бял кон на черно поле b6 · черен цар на бяло поле e6 · черна пешка на черно поле h6 · черна пешка на черно поле c5 · бял офицер на черно поле e5 · черна пешка на бяло поле f5 · бяла пешка на бяло поле h5 · черна пешка на черно поле d4 · бяла пешка на черно поле f4 · черна пешка на бяло поле g4 · бяла пешка на бяло поле d3 · бяла пешка на черно поле g3 · бяла пешка на бяло поле a2 · бял цар на черно поле g1 | черен офицер на черно поле e7 · черна пешка на бяло поле a6 · бял кон на черно поле b6 · черен цар на бяло поле e6 · черна пешка на черно поле h6 · черна пешка на черно поле c5 · бял офицер на черно поле e5 · черна пешка на бяло поле f5 · бяла пешка на бяло поле h5 · черна пешка на черно поле d4 · бяла пешка на черно поле f4 · черна пешка на бяло поле g4 · бяла пешка на бяло поле d3 · бяла пешка на черно поле g3 · бяла пешка на бяло поле a2 · бял цар на черно поле g1 | черен офицер на черно поле e7 · черна пешка на бяло поле a6 · бял кон на черно поле b6 · черен цар на бяло поле e6 · черна пешка на черно поле h6 · черна пешка на черно поле c5 · бял офицер на черно поле e5 · черна пешка на бяло поле f5 · бяла пешка на бяло поле h5 · черна пешка на черно поле d4 · бяла пешка на черно поле f4 · черна пешка на бяло поле g4 · бяла пешка на бяло поле d3 · бяла пешка на черно поле g3 · бяла пешка на бяло поле a2 · бял цар на черно поле g1 | черен офицер на черно поле e7 · черна пешка на бяло поле a6 · бял кон на черно поле b6 · черен цар на бяло поле e6 · черна пешка на черно поле h6 · черна пешка на черно поле c5 · бял офицер на черно поле e5 · черна пешка на бяло поле f5 · бяла пешка на бяло поле h5 · черна пешка на черно поле d4 · бяла пешка на черно поле f4 · черна пешка на бяло поле g4 · бяла пешка на бяло поле d3 · бяла пешка на черно поле g3 · бяла пешка на бяло поле a2 · бял цар на черно поле g1 | черен офицер на черно поле e7 · черна пешка на бяло поле a6 · бял кон на черно поле b6 · черен цар на бяло поле e6 · черна пешка на черно поле h6 · черна пешка на черно поле c5 · бял офицер на черно поле e5 · черна пешка на бяло поле f5 · бяла пешка на бяло поле h5 · черна пешка на черно поле d4 · бяла пешка на черно поле f4 · черна пешка на бяло поле g4 · бяла пешка на бяло поле d3 · бяла пешка на черно поле g3 · бяла пешка на бяло поле a2 · бял цар на черно поле g1 | черен офицер на черно поле e7 · черна пешка на бяло поле a6 · бял кон на черно поле b6 · черен цар на бяло поле e6 · черна пешка на черно поле h6 · черна пешка на черно поле c5 · бял офицер на черно поле e5 · черна пешка на бяло поле f5 · бяла пешка на бяло поле h5 · черна пешка на черно поле d4 · бяла пешка на черно поле f4 · черна пешка на бяло поле g4 · бяла пешка на бяло поле d3 · бяла пешка на черно поле g3 · бяла пешка на бяло поле a2 · бял цар на черно поле g1 | черен офицер на черно поле e7 · черна пешка на бяло поле a6 · бял кон на черно поле b6 · черен цар на бяло поле e6 · черна пешка на черно поле h6 · черна пешка на черно поле c5 · бял офицер на черно поле e5 · черна пешка на бяло поле f5 · бяла пешка на бяло поле h5 · черна пешка на черно поле d4 · бяла пешка на черно поле f4 · черна пешка на бяло поле g4 · бяла пешка на бяло поле d3 · бяла пешка на черно поле g3 · бяла пешка на бяло поле a2 · бял цар на черно поле g1 | 6 |
| 5 | черен офицер на черно поле e7 · черна пешка на бяло поле a6 · бял кон на черно поле b6 · черен цар на бяло поле e6 · черна пешка на черно поле h6 · черна пешка на черно поле c5 · бял офицер на черно поле e5 · черна пешка на бяло поле f5 · бяла пешка на бяло поле h5 · черна пешка на черно поле d4 · бяла пешка на черно поле f4 · черна пешка на бяло поле g4 · бяла пешка на бяло поле d3 · бяла пешка на черно поле g3 · бяла пешка на бяло поле a2 · бял цар на черно поле g1 | черен офицер на черно поле e7 · черна пешка на бяло поле a6 · бял кон на черно поле b6 · черен цар на бяло поле e6 · черна пешка на черно поле h6 · черна пешка на черно поле c5 · бял офицер на черно поле e5 · черна пешка на бяло поле f5 · бяла пешка на бяло поле h5 · черна пешка на черно поле d4 · бяла пешка на черно поле f4 · черна пешка на бяло поле g4 · бяла пешка на бяло поле d3 · бяла пешка на черно поле g3 · бяла пешка на бяло поле a2 · бял цар на черно поле g1 | черен офицер на черно поле e7 · черна пешка на бяло поле a6 · бял кон на черно поле b6 · черен цар на бяло поле e6 · черна пешка на черно поле h6 · черна пешка на черно поле c5 · бял офицер на черно поле e5 · черна пешка на бяло поле f5 · бяла пешка на бяло поле h5 · черна пешка на черно поле d4 · бяла пешка на черно поле f4 · черна пешка на бяло поле g4 · бяла пешка на бяло поле d3 · бяла пешка на черно поле g3 · бяла пешка на бяло поле a2 · бял цар на черно поле g1 | черен офицер на черно поле e7 · черна пешка на бяло поле a6 · бял кон на черно поле b6 · черен цар на бяло поле e6 · черна пешка на черно поле h6 · черна пешка на черно поле c5 · бял офицер на черно поле e5 · черна пешка на бяло поле f5 · бяла пешка на бяло поле h5 · черна пешка на черно поле d4 · бяла пешка на черно поле f4 · черна пешка на бяло поле g4 · бяла пешка на бяло поле d3 · бяла пешка на черно поле g3 · бяла пешка на бяло поле a2 · бял цар на черно поле g1 | черен офицер на черно поле e7 · черна пешка на бяло поле a6 · бял кон на черно поле b6 · черен цар на бяло поле e6 · черна пешка на черно поле h6 · черна пешка на черно поле c5 · бял офицер на черно поле e5 · черна пешка на бяло поле f5 · бяла пешка на бяло поле h5 · черна пешка на черно поле d4 · бяла пешка на черно поле f4 · черна пешка на бяло поле g4 · бяла пешка на бяло поле d3 · бяла пешка на черно поле g3 · бяла пешка на бяло поле a2 · бял цар на черно поле g1 | черен офицер на черно поле e7 · черна пешка на бяло поле a6 · бял кон на черно поле b6 · черен цар на бяло поле e6 · черна пешка на черно поле h6 · черна пешка на черно поле c5 · бял офицер на черно поле e5 · черна пешка на бяло поле f5 · бяла пешка на бяло поле h5 · черна пешка на черно поле d4 · бяла пешка на черно поле f4 · черна пешка на бяло поле g4 · бяла пешка на бяло поле d3 · бяла пешка на черно поле g3 · бяла пешка на бяло поле a2 · бял цар на черно поле g1 | черен офицер на черно поле e7 · черна пешка на бяло поле a6 · бял кон на черно поле b6 · черен цар на бяло поле e6 · черна пешка на черно поле h6 · черна пешка на черно поле c5 · бял офицер на черно поле e5 · черна пешка на бяло поле f5 · бяла пешка на бяло поле h5 · черна пешка на черно поле d4 · бяла пешка на черно поле f4 · черна пешка на бяло поле g4 · бяла пешка на бяло поле d3 · бяла пешка на черно поле g3 · бяла пешка на бяло поле a2 · бял цар на черно поле g1 | черен офицер на черно поле e7 · черна пешка на бяло поле a6 · бял кон на черно поле b6 · черен цар на бяло поле e6 · черна пешка на черно поле h6 · черна пешка на черно поле c5 · бял офицер на черно поле e5 · черна пешка на бяло поле f5 · бяла пешка на бяло поле h5 · черна пешка на черно поле d4 · бяла пешка на черно поле f4 · черна пешка на бяло поле g4 · бяла пешка на бяло поле d3 · бяла пешка на черно поле g3 · бяла пешка на бяло поле a2 · бял цар на черно поле g1 | 5 |
| 4 | черен офицер на черно поле e7 · черна пешка на бяло поле a6 · бял кон на черно поле b6 · черен цар на бяло поле e6 · черна пешка на черно поле h6 · черна пешка на черно поле c5 · бял офицер на черно поле e5 · черна пешка на бяло поле f5 · бяла пешка на бяло поле h5 · черна пешка на черно поле d4 · бяла пешка на черно поле f4 · черна пешка на бяло поле g4 · бяла пешка на бяло поле d3 · бяла пешка на черно поле g3 · бяла пешка на бяло поле a2 · бял цар на черно поле g1 | черен офицер на черно поле e7 · черна пешка на бяло поле a6 · бял кон на черно поле b6 · черен цар на бяло поле e6 · черна пешка на черно поле h6 · черна пешка на черно поле c5 · бял офицер на черно поле e5 · черна пешка на бяло поле f5 · бяла пешка на бяло поле h5 · черна пешка на черно поле d4 · бяла пешка на черно поле f4 · черна пешка на бяло поле g4 · бяла пешка на бяло поле d3 · бяла пешка на черно поле g3 · бяла пешка на бяло поле a2 · бял цар на черно поле g1 | черен офицер на черно поле e7 · черна пешка на бяло поле a6 · бял кон на черно поле b6 · черен цар на бяло поле e6 · черна пешка на черно поле h6 · черна пешка на черно поле c5 · бял офицер на черно поле e5 · черна пешка на бяло поле f5 · бяла пешка на бяло поле h5 · черна пешка на черно поле d4 · бяла пешка на черно поле f4 · черна пешка на бяло поле g4 · бяла пешка на бяло поле d3 · бяла пешка на черно поле g3 · бяла пешка на бяло поле a2 · бял цар на черно поле g1 | черен офицер на черно поле e7 · черна пешка на бяло поле a6 · бял кон на черно поле b6 · черен цар на бяло поле e6 · черна пешка на черно поле h6 · черна пешка на черно поле c5 · бял офицер на черно поле e5 · черна пешка на бяло поле f5 · бяла пешка на бяло поле h5 · черна пешка на черно поле d4 · бяла пешка на черно поле f4 · черна пешка на бяло поле g4 · бяла пешка на бяло поле d3 · бяла пешка на черно поле g3 · бяла пешка на бяло поле a2 · бял цар на черно поле g1 | черен офицер на черно поле e7 · черна пешка на бяло поле a6 · бял кон на черно поле b6 · черен цар на бяло поле e6 · черна пешка на черно поле h6 · черна пешка на черно поле c5 · бял офицер на черно поле e5 · черна пешка на бяло поле f5 · бяла пешка на бяло поле h5 · черна пешка на черно поле d4 · бяла пешка на черно поле f4 · черна пешка на бяло поле g4 · бяла пешка на бяло поле d3 · бяла пешка на черно поле g3 · бяла пешка на бяло поле a2 · бял цар на черно поле g1 | черен офицер на черно поле e7 · черна пешка на бяло поле a6 · бял кон на черно поле b6 · черен цар на бяло поле e6 · черна пешка на черно поле h6 · черна пешка на черно поле c5 · бял офицер на черно поле e5 · черна пешка на бяло поле f5 · бяла пешка на бяло поле h5 · черна пешка на черно поле d4 · бяла пешка на черно поле f4 · черна пешка на бяло поле g4 · бяла пешка на бяло поле d3 · бяла пешка на черно поле g3 · бяла пешка на бяло поле a2 · бял цар на черно поле g1 | черен офицер на черно поле e7 · черна пешка на бяло поле a6 · бял кон на черно поле b6 · черен цар на бяло поле e6 · черна пешка на черно поле h6 · черна пешка на черно поле c5 · бял офицер на черно поле e5 · черна пешка на бяло поле f5 · бяла пешка на бяло поле h5 · черна пешка на черно поле d4 · бяла пешка на черно поле f4 · черна пешка на бяло поле g4 · бяла пешка на бяло поле d3 · бяла пешка на черно поле g3 · бяла пешка на бяло поле a2 · бял цар на черно поле g1 | черен офицер на черно поле e7 · черна пешка на бяло поле a6 · бял кон на черно поле b6 · черен цар на бяло поле e6 · черна пешка на черно поле h6 · черна пешка на черно поле c5 · бял офицер на черно поле e5 · черна пешка на бяло поле f5 · бяла пешка на бяло поле h5 · черна пешка на черно поле d4 · бяла пешка на черно поле f4 · черна пешка на бяло поле g4 · бяла пешка на бяло поле d3 · бяла пешка на черно поле g3 · бяла пешка на бяло поле a2 · бял цар на черно поле g1 | 4 |
| 3 | черен офицер на черно поле e7 · черна пешка на бяло поле a6 · бял кон на черно поле b6 · черен цар на бяло поле e6 · черна пешка на черно поле h6 · черна пешка на черно поле c5 · бял офицер на черно поле e5 · черна пешка на бяло поле f5 · бяла пешка на бяло поле h5 · черна пешка на черно поле d4 · бяла пешка на черно поле f4 · черна пешка на бяло поле g4 · бяла пешка на бяло поле d3 · бяла пешка на черно поле g3 · бяла пешка на бяло поле a2 · бял цар на черно поле g1 | черен офицер на черно поле e7 · черна пешка на бяло поле a6 · бял кон на черно поле b6 · черен цар на бяло поле e6 · черна пешка на черно поле h6 · черна пешка на черно поле c5 · бял офицер на черно поле e5 · черна пешка на бяло поле f5 · бяла пешка на бяло поле h5 · черна пешка на черно поле d4 · бяла пешка на черно поле f4 · черна пешка на бяло поле g4 · бяла пешка на бяло поле d3 · бяла пешка на черно поле g3 · бяла пешка на бяло поле a2 · бял цар на черно поле g1 | черен офицер на черно поле e7 · черна пешка на бяло поле a6 · бял кон на черно поле b6 · черен цар на бяло поле e6 · черна пешка на черно поле h6 · черна пешка на черно поле c5 · бял офицер на черно поле e5 · черна пешка на бяло поле f5 · бяла пешка на бяло поле h5 · черна пешка на черно поле d4 · бяла пешка на черно поле f4 · черна пешка на бяло поле g4 · бяла пешка на бяло поле d3 · бяла пешка на черно поле g3 · бяла пешка на бяло поле a2 · бял цар на черно поле g1 | черен офицер на черно поле e7 · черна пешка на бяло поле a6 · бял кон на черно поле b6 · черен цар на бяло поле e6 · черна пешка на черно поле h6 · черна пешка на черно поле c5 · бял офицер на черно поле e5 · черна пешка на бяло поле f5 · бяла пешка на бяло поле h5 · черна пешка на черно поле d4 · бяла пешка на черно поле f4 · черна пешка на бяло поле g4 · бяла пешка на бяло поле d3 · бяла пешка на черно поле g3 · бяла пешка на бяло поле a2 · бял цар на черно поле g1 | черен офицер на черно поле e7 · черна пешка на бяло поле a6 · бял кон на черно поле b6 · черен цар на бяло поле e6 · черна пешка на черно поле h6 · черна пешка на черно поле c5 · бял офицер на черно поле e5 · черна пешка на бяло поле f5 · бяла пешка на бяло поле h5 · черна пешка на черно поле d4 · бяла пешка на черно поле f4 · черна пешка на бяло поле g4 · бяла пешка на бяло поле d3 · бяла пешка на черно поле g3 · бяла пешка на бяло поле a2 · бял цар на черно поле g1 | черен офицер на черно поле e7 · черна пешка на бяло поле a6 · бял кон на черно поле b6 · черен цар на бяло поле e6 · черна пешка на черно поле h6 · черна пешка на черно поле c5 · бял офицер на черно поле e5 · черна пешка на бяло поле f5 · бяла пешка на бяло поле h5 · черна пешка на черно поле d4 · бяла пешка на черно поле f4 · черна пешка на бяло поле g4 · бяла пешка на бяло поле d3 · бяла пешка на черно поле g3 · бяла пешка на бяло поле a2 · бял цар на черно поле g1 | черен офицер на черно поле e7 · черна пешка на бяло поле a6 · бял кон на черно поле b6 · черен цар на бяло поле e6 · черна пешка на черно поле h6 · черна пешка на черно поле c5 · бял офицер на черно поле e5 · черна пешка на бяло поле f5 · бяла пешка на бяло поле h5 · черна пешка на черно поле d4 · бяла пешка на черно поле f4 · черна пешка на бяло поле g4 · бяла пешка на бяло поле d3 · бяла пешка на черно поле g3 · бяла пешка на бяло поле a2 · бял цар на черно поле g1 | черен офицер на черно поле e7 · черна пешка на бяло поле a6 · бял кон на черно поле b6 · черен цар на бяло поле e6 · черна пешка на черно поле h6 · черна пешка на черно поле c5 · бял офицер на черно поле e5 · черна пешка на бяло поле f5 · бяла пешка на бяло поле h5 · черна пешка на черно поле d4 · бяла пешка на черно поле f4 · черна пешка на бяло поле g4 · бяла пешка на бяло поле d3 · бяла пешка на черно поле g3 · бяла пешка на бяло поле a2 · бял цар на черно поле g1 | 3 |
| 2 | черен офицер на черно поле e7 · черна пешка на бяло поле a6 · бял кон на черно поле b6 · черен цар на бяло поле e6 · черна пешка на черно поле h6 · черна пешка на черно поле c5 · бял офицер на черно поле e5 · черна пешка на бяло поле f5 · бяла пешка на бяло поле h5 · черна пешка на черно поле d4 · бяла пешка на черно поле f4 · черна пешка на бяло поле g4 · бяла пешка на бяло поле d3 · бяла пешка на черно поле g3 · бяла пешка на бяло поле a2 · бял цар на черно поле g1 | черен офицер на черно поле e7 · черна пешка на бяло поле a6 · бял кон на черно поле b6 · черен цар на бяло поле e6 · черна пешка на черно поле h6 · черна пешка на черно поле c5 · бял офицер на черно поле e5 · черна пешка на бяло поле f5 · бяла пешка на бяло поле h5 · черна пешка на черно поле d4 · бяла пешка на черно поле f4 · черна пешка на бяло поле g4 · бяла пешка на бяло поле d3 · бяла пешка на черно поле g3 · бяла пешка на бяло поле a2 · бял цар на черно поле g1 | черен офицер на черно поле e7 · черна пешка на бяло поле a6 · бял кон на черно поле b6 · черен цар на бяло поле e6 · черна пешка на черно поле h6 · черна пешка на черно поле c5 · бял офицер на черно поле e5 · черна пешка на бяло поле f5 · бяла пешка на бяло поле h5 · черна пешка на черно поле d4 · бяла пешка на черно поле f4 · черна пешка на бяло поле g4 · бяла пешка на бяло поле d3 · бяла пешка на черно поле g3 · бяла пешка на бяло поле a2 · бял цар на черно поле g1 | черен офицер на черно поле e7 · черна пешка на бяло поле a6 · бял кон на черно поле b6 · черен цар на бяло поле e6 · черна пешка на черно поле h6 · черна пешка на черно поле c5 · бял офицер на черно поле e5 · черна пешка на бяло поле f5 · бяла пешка на бяло поле h5 · черна пешка на черно поле d4 · бяла пешка на черно поле f4 · черна пешка на бяло поле g4 · бяла пешка на бяло поле d3 · бяла пешка на черно поле g3 · бяла пешка на бяло поле a2 · бял цар на черно поле g1 | черен офицер на черно поле e7 · черна пешка на бяло поле a6 · бял кон на черно поле b6 · черен цар на бяло поле e6 · черна пешка на черно поле h6 · черна пешка на черно поле c5 · бял офицер на черно поле e5 · черна пешка на бяло поле f5 · бяла пешка на бяло поле h5 · черна пешка на черно поле d4 · бяла пешка на черно поле f4 · черна пешка на бяло поле g4 · бяла пешка на бяло поле d3 · бяла пешка на черно поле g3 · бяла пешка на бяло поле a2 · бял цар на черно поле g1 | черен офицер на черно поле e7 · черна пешка на бяло поле a6 · бял кон на черно поле b6 · черен цар на бяло поле e6 · черна пешка на черно поле h6 · черна пешка на черно поле c5 · бял офицер на черно поле e5 · черна пешка на бяло поле f5 · бяла пешка на бяло поле h5 · черна пешка на черно поле d4 · бяла пешка на черно поле f4 · черна пешка на бяло поле g4 · бяла пешка на бяло поле d3 · бяла пешка на черно поле g3 · бяла пешка на бяло поле a2 · бял цар на черно поле g1 | черен офицер на черно поле e7 · черна пешка на бяло поле a6 · бял кон на черно поле b6 · черен цар на бяло поле e6 · черна пешка на черно поле h6 · черна пешка на черно поле c5 · бял офицер на черно поле e5 · черна пешка на бяло поле f5 · бяла пешка на бяло поле h5 · черна пешка на черно поле d4 · бяла пешка на черно поле f4 · черна пешка на бяло поле g4 · бяла пешка на бяло поле d3 · бяла пешка на черно поле g3 · бяла пешка на бяло поле a2 · бял цар на черно поле g1 | черен офицер на черно поле e7 · черна пешка на бяло поле a6 · бял кон на черно поле b6 · черен цар на бяло поле e6 · черна пешка на черно поле h6 · черна пешка на черно поле c5 · бял офицер на черно поле e5 · черна пешка на бяло поле f5 · бяла пешка на бяло поле h5 · черна пешка на черно поле d4 · бяла пешка на черно поле f4 · черна пешка на бяло поле g4 · бяла пешка на бяло поле d3 · бяла пешка на черно поле g3 · бяла пешка на бяло поле a2 · бял цар на черно поле g1 | 2 |
| 1 | черен офицер на черно поле e7 · черна пешка на бяло поле a6 · бял кон на черно поле b6 · черен цар на бяло поле e6 · черна пешка на черно поле h6 · черна пешка на черно поле c5 · бял офицер на черно поле e5 · черна пешка на бяло поле f5 · бяла пешка на бяло поле h5 · черна пешка на черно поле d4 · бяла пешка на черно поле f4 · черна пешка на бяло поле g4 · бяла пешка на бяло поле d3 · бяла пешка на черно поле g3 · бяла пешка на бяло поле a2 · бял цар на черно поле g1 | черен офицер на черно поле e7 · черна пешка на бяло поле a6 · бял кон на черно поле b6 · черен цар на бяло поле e6 · черна пешка на черно поле h6 · черна пешка на черно поле c5 · бял офицер на черно поле e5 · черна пешка на бяло поле f5 · бяла пешка на бяло поле h5 · черна пешка на черно поле d4 · бяла пешка на черно поле f4 · черна пешка на бяло поле g4 · бяла пешка на бяло поле d3 · бяла пешка на черно поле g3 · бяла пешка на бяло поле a2 · бял цар на черно поле g1 | черен офицер на черно поле e7 · черна пешка на бяло поле a6 · бял кон на черно поле b6 · черен цар на бяло поле e6 · черна пешка на черно поле h6 · черна пешка на черно поле c5 · бял офицер на черно поле e5 · черна пешка на бяло поле f5 · бяла пешка на бяло поле h5 · черна пешка на черно поле d4 · бяла пешка на черно поле f4 · черна пешка на бяло поле g4 · бяла пешка на бяло поле d3 · бяла пешка на черно поле g3 · бяла пешка на бяло поле a2 · бял цар на черно поле g1 | черен офицер на черно поле e7 · черна пешка на бяло поле a6 · бял кон на черно поле b6 · черен цар на бяло поле e6 · черна пешка на черно поле h6 · черна пешка на черно поле c5 · бял офицер на черно поле e5 · черна пешка на бяло поле f5 · бяла пешка на бяло поле h5 · черна пешка на черно поле d4 · бяла пешка на черно поле f4 · черна пешка на бяло поле g4 · бяла пешка на бяло поле d3 · бяла пешка на черно поле g3 · бяла пешка на бяло поле a2 · бял цар на черно поле g1 | черен офицер на черно поле e7 · черна пешка на бяло поле a6 · бял кон на черно поле b6 · черен цар на бяло поле e6 · черна пешка на черно поле h6 · черна пешка на черно поле c5 · бял офицер на черно поле e5 · черна пешка на бяло поле f5 · бяла пешка на бяло поле h5 · черна пешка на черно поле d4 · бяла пешка на черно поле f4 · черна пешка на бяло поле g4 · бяла пешка на бяло поле d3 · бяла пешка на черно поле g3 · бяла пешка на бяло поле a2 · бял цар на черно поле g1 | черен офицер на черно поле e7 · черна пешка на бяло поле a6 · бял кон на черно поле b6 · черен цар на бяло поле e6 · черна пешка на черно поле h6 · черна пешка на черно поле c5 · бял офицер на черно поле e5 · черна пешка на бяло поле f5 · бяла пешка на бяло поле h5 · черна пешка на черно поле d4 · бяла пешка на черно поле f4 · черна пешка на бяло поле g4 · бяла пешка на бяло поле d3 · бяла пешка на черно поле g3 · бяла пешка на бяло поле a2 · бял цар на черно поле g1 | черен офицер на черно поле e7 · черна пешка на бяло поле a6 · бял кон на черно поле b6 · черен цар на бяло поле e6 · черна пешка на черно поле h6 · черна пешка на черно поле c5 · бял офицер на черно поле e5 · черна пешка на бяло поле f5 · бяла пешка на бяло поле h5 · черна пешка на черно поле d4 · бяла пешка на черно поле f4 · черна пешка на бяло поле g4 · бяла пешка на бяло поле d3 · бяла пешка на черно поле g3 · бяла пешка на бяло поле a2 · бял цар на черно поле g1 | черен офицер на черно поле e7 · черна пешка на бяло поле a6 · бял кон на черно поле b6 · черен цар на бяло поле e6 · черна пешка на черно поле h6 · черна пешка на черно поле c5 · бял офицер на черно поле e5 · черна пешка на бяло поле f5 · бяла пешка на бяло поле h5 · черна пешка на черно поле d4 · бяла пешка на черно поле f4 · черна пешка на бяло поле g4 · бяла пешка на бяло поле d3 · бяла пешка на черно поле g3 · бяла пешка на бяло поле a2 · бял цар на черно поле g1 | 1 |
|   | a | b | c | d | e | f | g | h |   |

Неочаквано победоносният удар нанася тази далечна пешка! Ако черните играят 34. ... a:b5, следва: 35. Ке6 h5 36. Дf6+ Цh7 37. Кg5+ Цh6 38. Оb4! С оглед на това, Рубинщайн избира да жертва офицера, но и това очевидно е без надежда. 34. ... Дg7 35. Д:g7+ Ц:g7 36. b:c6 b:c6 37. Kf3 c5 38. Ke5 Oc7 39. Kc4 Цf7 40. g3 Od8 41. Oa5 Oe7 42. Oc7 Це6 43. Kb6 h6 44. h4 h5 45. h5 g4 46. Oe5 1 – 0. В позицията на диаграма 3 черните се предават.